# Dinarisches Gebirge

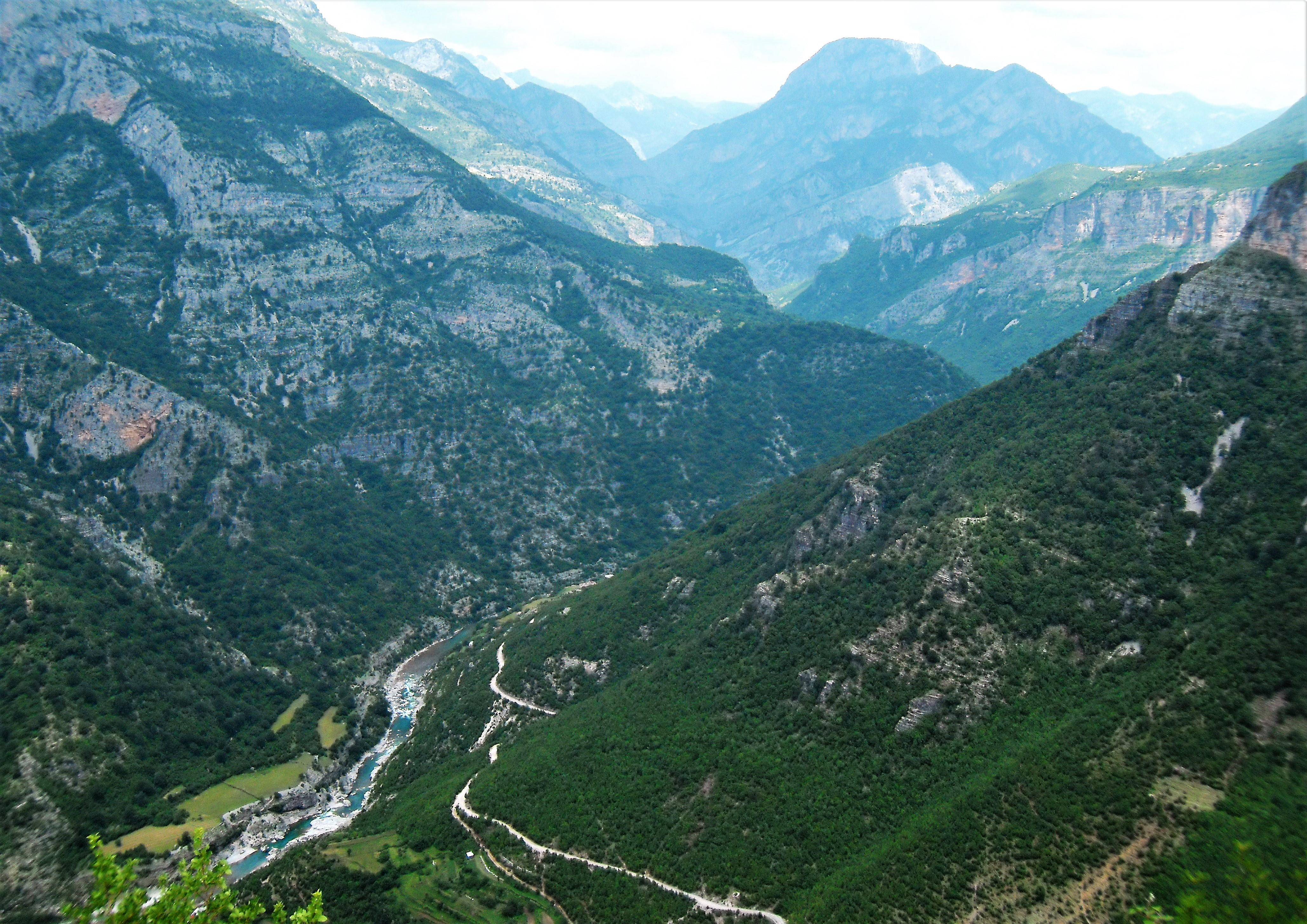
Tamara-Tal, Nordalbanien

Das Dinarische Gebirge (auch als Dinarische Alpen oder Dinariden bezeichnet) gehört zu den jungalpidischen Faltengebirgen in Südosteuropa und ist ein Teilabschnitt des den Mittelmeerraum umspannenden Faltungsgürtels. Es erstreckt sich über 600 Kilometer entlang des Ostufers der Adria von den Julischen Alpen in Nordostitalien und Slowenien über Nordwest-Kroatien, Bosnien-Herzegowina, Südwest-Serbien und Montenegro bis nach Nordalbanien, wo es im Querriegel des Prokletije (Albanische Alpen) abschließt.
Das großteils verkarstete Gebirge zeigt alle Typformen des außertropischen Karstformenschatzes. Aufgrund starker (neo-)tektonischer Aktivität der adriatischen Mikroplatte verfügt es wegen seiner treppenartig angeordneten Relieffolge und tektonisch angelegter Groß-Poljen – sogenannten Poljentreppe – über eines der komplexesten Karstreliefs der Erde. Aus den in den dinarischen Ländern gebräuchlichen regionalen Landschafts- und Relief-Toponymen wurde ein Großteil der geologischen und geomorphologischen Begriffe zur Karstterminologie entlehnt.

## Zusammenfassung

Space-Shuttle-Aufnahme der Dinariden vom 23. März 1997

Durch seine bedeutende Ausdehnung von mehr als 600 Kilometern bilden die Dinariden das dominante Gebirge Südosteuropas und sind zugleich Klima-, Kultur- und Landschaftsgrenze zwischen Mittelmeerraum und Binnenland. Erst nach dem Zweiten Weltkrieg konnte die ausgeprägte Barrierewirkung des Gebirges in der Kommunikation zwischen den europäischen Groß-Landschaften der Donauebene und dem Mittelmeer vermindert werden: Verkehrsprojekte erforderten in diesem verkehrsfeindlichen Raum, der überwiegend durch sohlenlose Kerben wasserreicher Karstflüsse canyonartig zerteilt ist, einen beispiellosen technischen Aufwand.
Der Bauplan des Gebirgssystems ist verhältnismäßig einfach. Mehr oder minder geradlinig in nordwest-südöstlicher Richtung verlaufende Reliefbestandteile spiegeln seine Struktur wider. Die Höhenverhältnisse allerdings weichen beträchtlich voneinander ab: in innere und äußere Dinariden unterschieden, grenzen die abweisend und steil aufragenden, geologisch jüngeren und stark verkarsteten Äußeren Dinariden (Küstenketten des Velebit 1757 m in Kroatien, Orjen 1894 m in Montenegro) an die schmale Küste der Ostadria zwischen Triest und der Bojanamündung; an diese schließen im Südosten die alpine Hochzone der Dinariden mit Höhen über 2500 m an (Jezerca mit 2694 m im Prokletije in Nordalbanien, Bobotov Kuk mit 2522 m im Durmitor in Montenegro). Nach Osten flacht sich das Gebirge in den mittelgebirgsartigen niedrigeren Inneren Dinariden allmählich zur pannonischen Tiefebene im Bosnisch-Westserbischen Erzgebirge ab (Golija 1833 m, Vranica 2112 m). Das dadurch resultierende ausgesprochen asymmetrische Querprofil beeinflusst wesentlich die Klimaverhältnisse. Angesichts des bastionartigen Anstiegs in unmittelbarer Adrianähe kann sich mediterraner Einfluss nur in einem verhältnismäßig schmalen küstenparallelen Randbereich durchsetzen, und auch dort nur in abgeschwächter (submediterraner) Form und beschränkt auf hohe Niederschläge: Meist werden Beträge zwischen 1500 und 2500 mm gemessen, im Extremfall fast 5000 mm – der höchste in Europa registrierte Niederschlagswert.
Durch einförmige wasserlose Plateauflächen und einen aus dem überwiegenden Aufbau aus mesozoischen Kalken bedingten ausgeprägten Karstcharakter sind nur wenige gangbare Pässe und Quertäler ausgebildet. Hier und insbesondere am Gebirgsrand haben sich die größeren Städte gebildet. In den inneren Hochbecken der Karst-Poljen liegen vereinzelte Siedlungen, in denen Viehwirtschaft, in den baumlosen Hochgebirgen Almwirtschaft betrieben wird. Auf Grund seiner zentralen Lage bewirkt der dinarische Gebirgsblock eine räumliche Isolierung der um ihn gruppierten Aktivlandschaften (Pannonische Niederung und Adriaküste).
Ein verkehrsfeindlicher Reliefcharakter als physisches Haupthindernis zur Verkehrserschließung ist durch streckenweise schluchtartige, sohlenlose Kerben der Flusstäler sowie der quer zu Verkehrsrichtung angeordneten Gebirgsketten nahezu allgegenwärtig. In der Scheitelzone müssen über 1000 Meter hohe Pässe und Hochkarstverebnungen erklommen werden. Diese Gebirgsübergänge sind aufgrund der überwiegend auf die kalte Jahreszeit konzentrierte Niederschlagstätigkeit durch enorme Schneehöhen schwierig befahrbare Verkehrsadern. Eine bis weit ins Frühjahr hineinreichende Schneebedeckung im Winterhalbjahr bewirkt oft eine langanhaltende Behinderung oder Unterbrechung des Verkehrs.
Die höchsten Pässe über 700 Meter sind während dieser Zeit zumeist blockiert; nur zwei Übergänge, die Pforte von Postojna (609 Meter) und der Kaldrmapass (666 Meter), sind in der Regel ständig passierbar und beschränken sich auf den Nordwesten. Zu einer Abschwächung des trennenden Charakters des Dinarischen Gebirges ist es erst in jüngerer Zeit gekommen (1965–1976). Die eigentlichen Brückenschläge über das Dinarische Gebirge wurden durch die seit 1965 verwirklichten, großräumig konzipierten Verkehrsprojekte im sozialistischen Jugoslawien vollzogen. Die transversale Erschließung durch die in seiner ganzen Breite durchmessenden neuen Eisenbahnstrecken Sarajevo–Ploče und Belgrad–Bar sowie sechs relativ moderne Straßenbauten konnten zum Abbau der Sperrwirkung des Dinarische Gebirges bedingt beitragen. Heute ist das Gebirge für Wanderer auf der Via dinarica zugänglich.

## Wortherkunft
Benannt sind sie nach dem Gebirgszug Dinara im Mittelabschnitt in Südkroatien und Bosnien.

## Lage

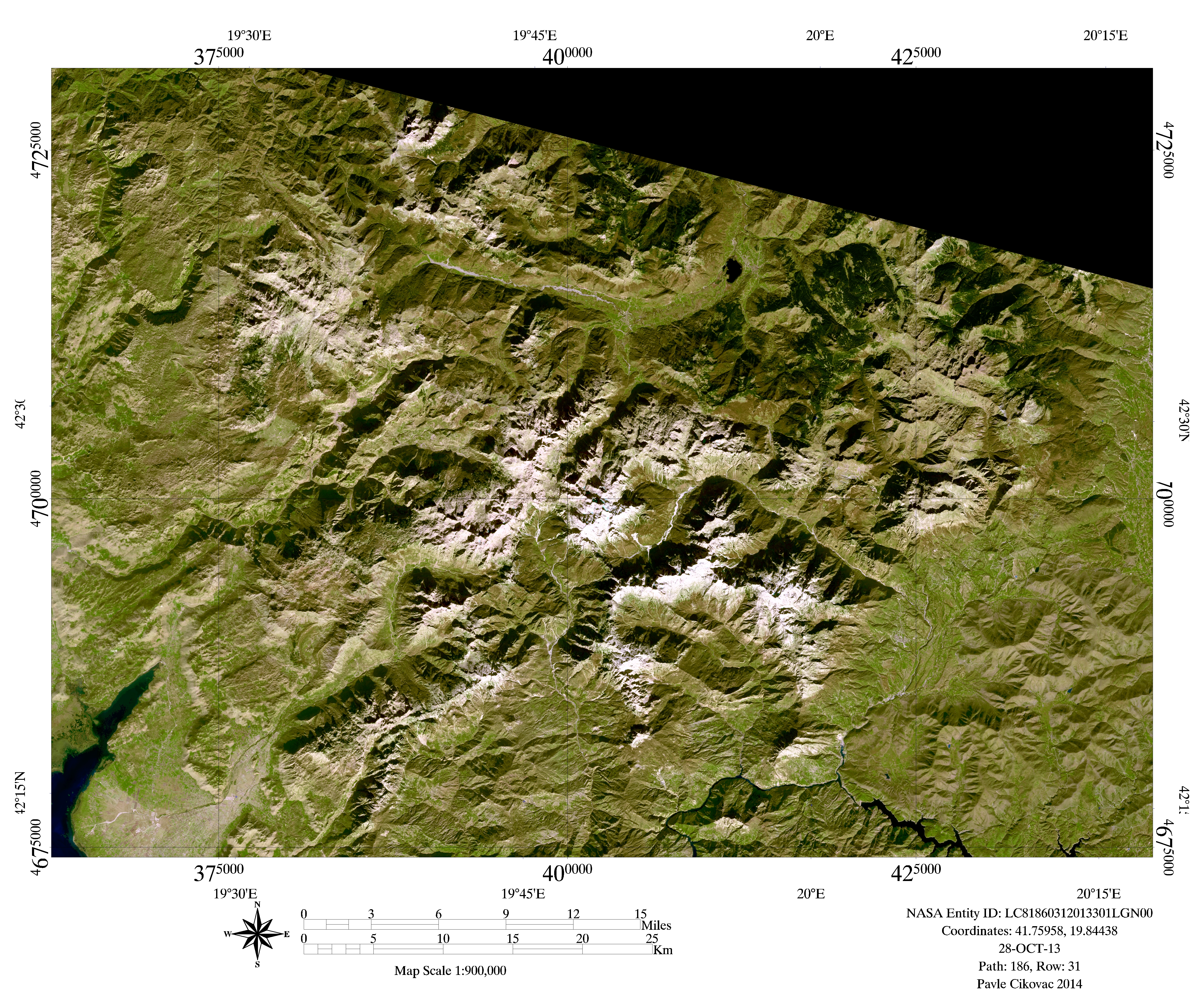
Das Prokletije in Montenegro und Nordalbanien riegelt die Dinariden gegen die Albaniden im Südosten ab

Die Dinariden bilden den zentralen Teil der westlichen Balkanhalbinsel. Sie grenzen im Nordwesten an die Südostalpen, im Südosten an die Albaniden. Die konventionelle Abgrenzung gegen die Alpen wird am Adelsberger Sattel gezogen.
Aus geologischer Sicht gehören auch die Südalpen wie die Julischen Alpen zum dinarischen Bogen, da alle Gebirge, die südlich der Störungslinie Gailtal – Eisenkappel, die der sogenannten alpin-dinarischen Narbe folgen, was fast die ganzen Südalpen betrifft, zu einem System gehören. Sie werden der klassischen geografischen Tradition und terminologisch zu den Alpen geordnet. Der Begriff „Alpen“ ist im allgemeingeographischen Sinne als geologisch-tektonischer Begriff hier jedoch nicht mehr stimmig.
Sie bilden nicht nur das ausgedehnteste, sondern durch Unzugänglichkeit und Schroffheit auch das unwegsamste Gebirge der Balkanhalbinsel. Charakteristisch sind zahlreiche Durchbruchstäler in Form von unzugänglichen Canyons, denen bedeutende Quertäler fehlen. Da diese Steiltäler nur begrenzte Möglichkeiten zur Kommunikationsdurchdringung boten, stellte das Dinarische Gebirge eine wirkungsvolle geographische Barriere zwischen den mediterranen und balkanischen Kulturregionen dar.
Der Gebirgszug erstreckt sich keilförmig, in NNW–SSO streichender Richtung zwischen 46°–42° N auf 700 km Länge. Die Breite nimmt dabei von 50 km im Nordwesten auf maximal 350 km im Südosten zu. Im Nordwesten, beim Krainer Schneeberg (Notranjski Snežnik, 1795 m) und Gorski Kotar (Veliki Risnjak 1535 m) hat er nur Mittelgebirgscharakter. Mit der Zunahme der Mächtigkeit des Gebirges von Nordwest nach Südosten gewinnt er bedeutend an Höhe und kulminiert im Plateau-Hochland des Durmitor und den Hochgebirgslandschaften im „Scharnier“ der Prokletije (Nordalbanische Alpen).
Die dem Gebirge vorgelagerte schmale kroatische Küste mit den küstenparallelen kroatischen Inseln (Krk, Brač, Hvar usw.) ist durch den postpleistozänen eustatischen Meeresspiegelanstieg und Ingression als Canale-Küste, das überflutete Flusstal der Bucht von Kotor an der Montenegrinischen Küste als Rias-Küste ausgebildet.
Durch starke neotektonische Aktivität aus der Rotation der adriatischen Platte treten insbesondere hier starke Erdbeben gehäuft auf.

## Klima

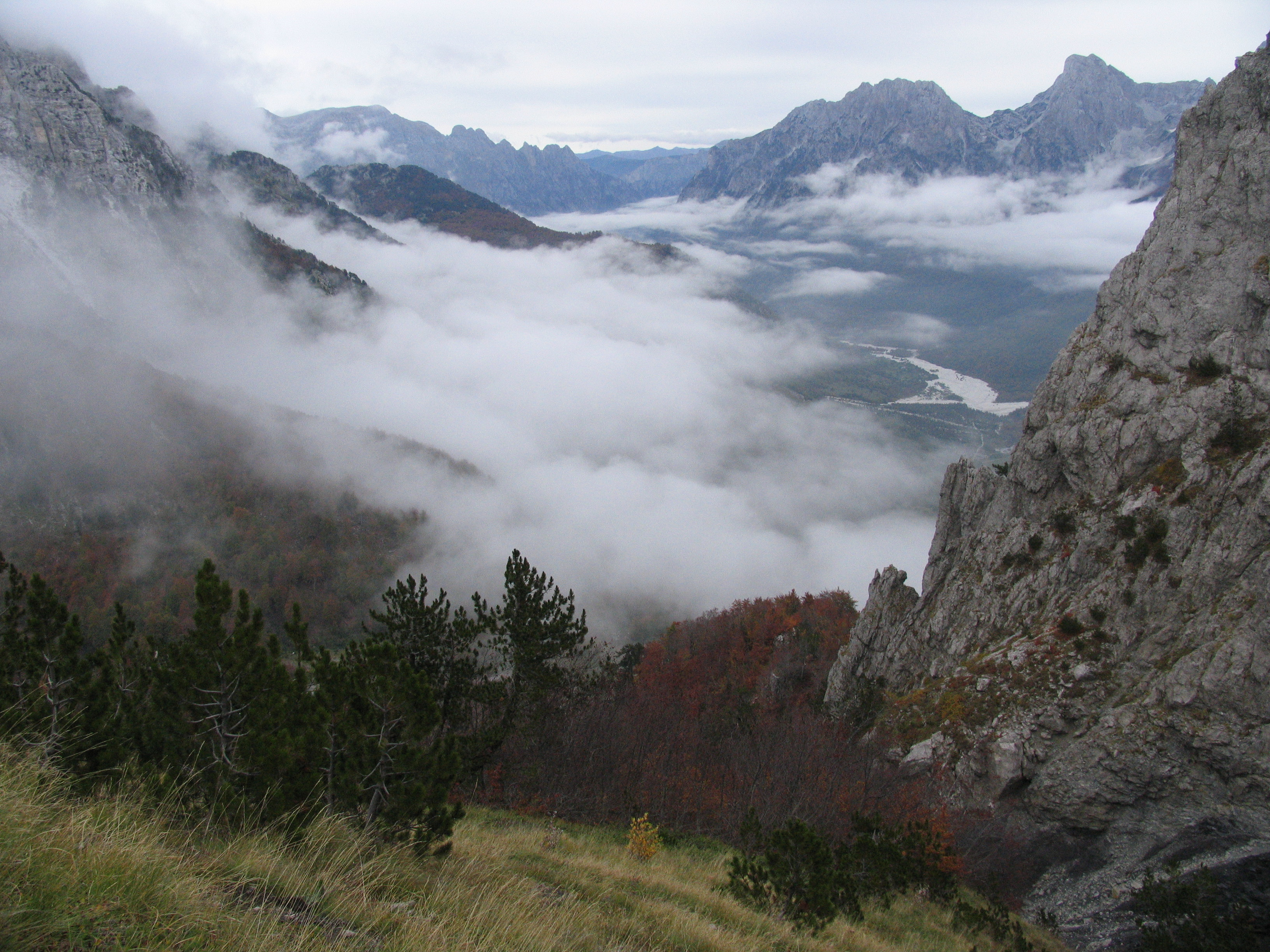
Hochgebirgslandschaft Nordalbaniens im Prokletije

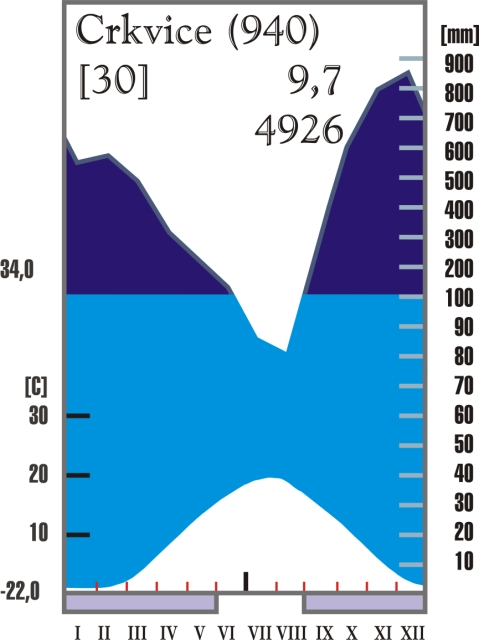
Klimadiagramm der meteorologischen Station Crkvice, dem regenreichsten Ort in Europa

Die Dinariden teilen sich klimaökologisch in zwei Varianten, den mediterran beeinflussten Küstengebirgen und den kontinental beeinflussten zentralen Ketten. Vom regionalen geographischen Aspekt (als regionaler tellurischer Wirkung) sind die Adria, und die NW-SO streichenden hohen Gebirgsketten wirksame Komponenten für die mesoskalige Luft-Zirkulation. Durch die Barriere der litoralen Dinariden als effektiver Klimascheide zwischen dem mediterranen Küstensaum und dem gemäßigt kontinentalen inländischen Bereichen wird eine wirksame ökologische Zweiteilung geschaffen, doch ist die pluviometrische Verteilung mit mediterranen Winterregen küstenparallel noch 90–130 km weit ins Landesinnere messbar.
Eine mikroklimatische Differenzierung erfolgt noch durch Beckenlandschaften und das stark gekammerte Relief. Insbesondere sind hygrische und ventilatorische Bedingungen dadurch modifiziert und winterliche Kaltluftseen bilden sich in den zahlreichen Poljen und größeren Becken.
Besondere Bedingungen herrschen wegen des direkten mediterranen Einflusses in den südöstlichen litoralen Dinariden. Hier ist der Untertyp eines speziellen submediterran-oromediterran-perhumid-südadriatischen Variante auf einen engen litoralen Bereich vom Velebit, Orjen, Lovćen und Rumija beschränkt. Grundsätzlich ist bei dieser Variante des (oro)mediterranen Klimas die sehr hohe jährliche Niederschlagsmenge, die zwischen 4500 und 6500 mm/a liegt und damit zu den höchsten Niederschlagssummen in Europa führt (meteorologische Station Crkvice in Montenegro).
|                       | Jan  | Feb  | Mär  | Apr  | Mai  | Jun  | Jul  | Aug  | Sep  | Okt  | Nov  | Dez  |   |      |
| Mittl. Tagesmax. (°C) | 4,9  | 5,5  | 8,1  | 12,0 | 16,8 | 20,5 | 23,8 | 23,9 | 20,3 | 16,0 | 10,4 | 6,5  | ⌀ | 14,1 |
| Mittl. Tagesmin. (°C) | −3,2 | −2,6 | −0,3 | 3,4  | 7,3  | 10,1 | 12,4 | 12,2 | 9,6  | 5,7  | 2,0  | −1,5 | ⌀ | 4,6  |
|                       |      |      |      |      |      |      |      |      |      |      |      |      |   |      |
| Niederschlag (mm)     | 584  | 474  | 507  | 386  | 204  | 134  | 74   | 142  | 256  | 499  | 720  | 642  | Σ | 4622 |

| −3,2 |

| −2,6 |

| −0,3 |

| 3,4 |

| 7,3 |

| 10,1 |

| 12,4 |

| 12,2 |

| 9,6 |

| 5,7 |

| 2,0 |

| −1,5 |

| −3,2 |

| −2,6 |

| −0,3 |

| 3,4 |

| 7,3 |

| 10,1 |

| 12,4 |

| 12,2 |

| 9,6 |

| 5,7 |

| 2,0 |

| −1,5 |

Da Niederschläge auch im Sommer nicht selten sind, bleibt die Trockenperiode, die für das mediterrane Klima charakteristisch ist, hier aus und wird von einer Halbtrockenzeit geprägt. Die mittleren Jahrestemperaturen variieren zwischen 5 und 7 °C, und die mittleren Januartemperaturen liegen um −2 °C. Nur die höchsten Teile der küstenländischen Dinariden sind durch eine kurze Frostperiode (ein bis drei Monate) gekennzeichnet.

## Geologie und Tektonik

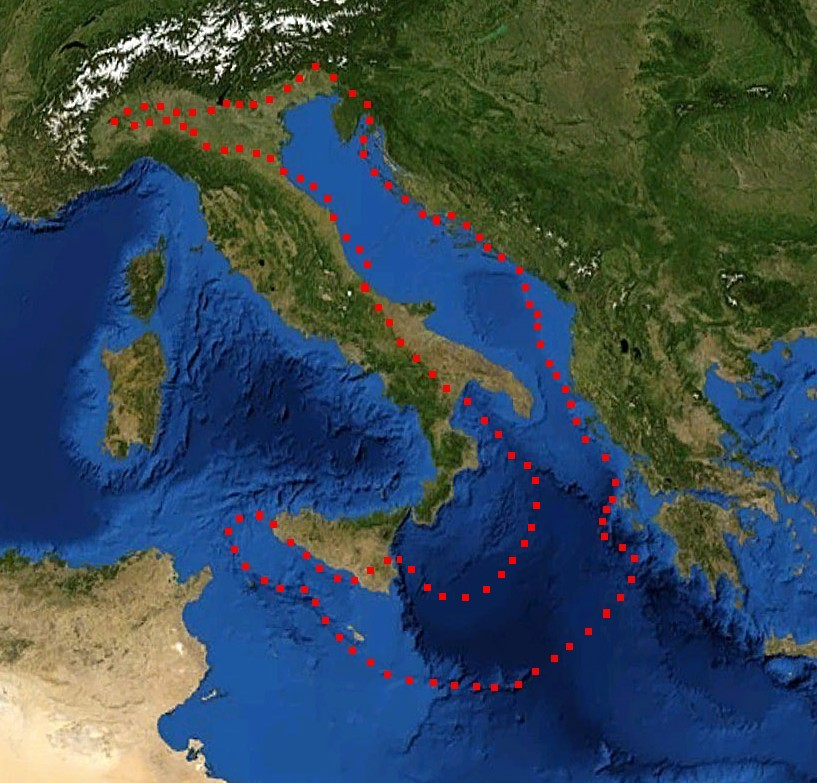
Durch die gegen den Uhrzeigersinn verlaufende Rotationsbewegung der Adriatischen Mikroplatte erfolgt eine tektonische Hebung der Dinariden, die überwiegend aus jurassischen und kretazischen Sedimenten der ehemaligen Tethys aufgebaut sind

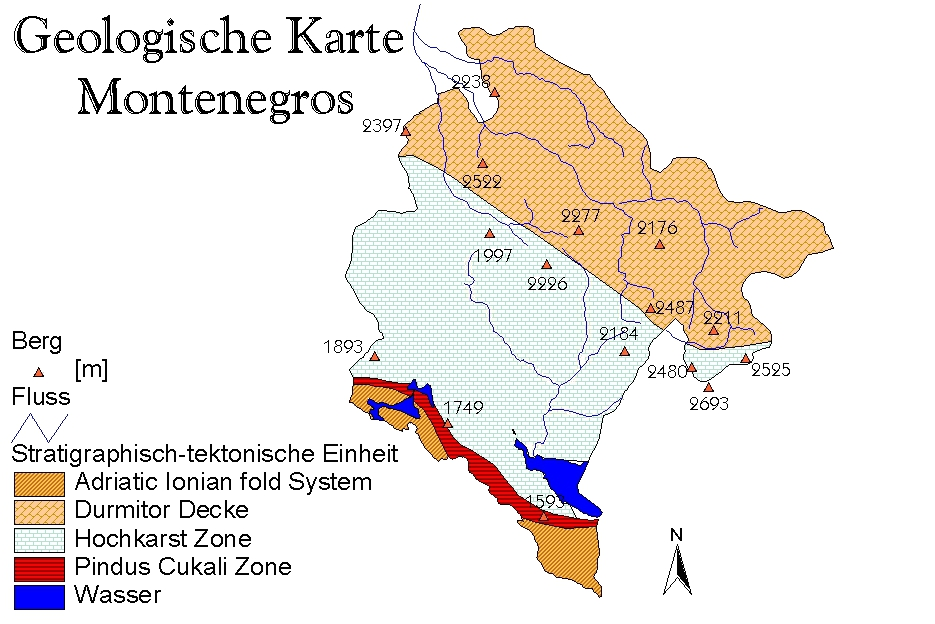
Geologie und Tektonik der Südostdinariden in Montenegro

### Geologische Großeinheiten

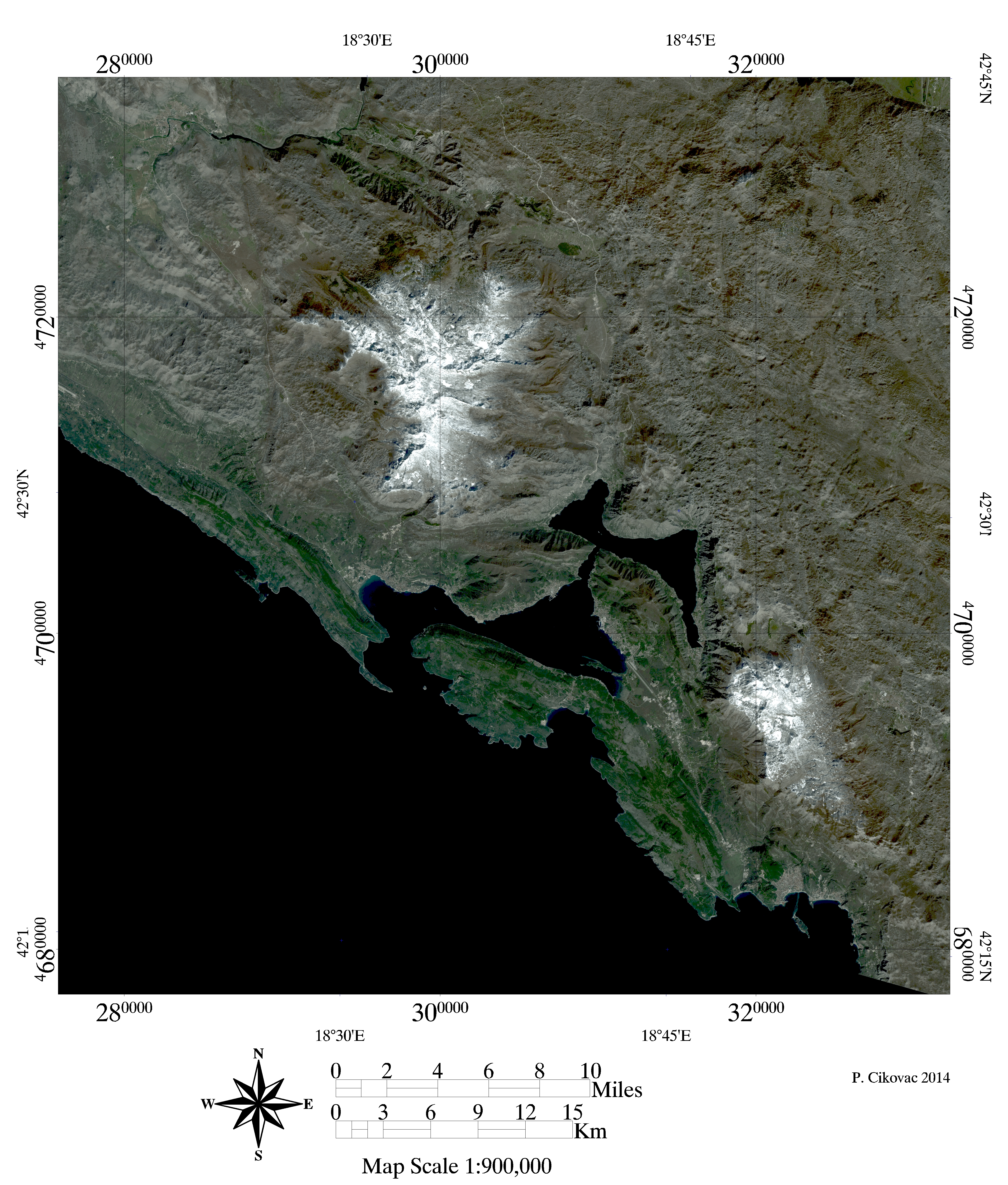
An der montenegrinischen Küste ist das überflutete Karst-Trockental der Bucht von Kotor über 1000 m in die Hochkarstzone eingeschnitten. Im Orjengebirge ist trotz des Extremkarstes eine Wolkenwaldstufe mit dichten Tannen-Buchenwäldern sowie subalpinen Schlangenhaut-Kiefernwäldern auf Standorten des Glaziokarstes ausgebildet. Selbst das vereinzelte Auftreten des an die Wasserversorgung anspruchsvollen Griechischem Ahorns wird in glazialen Karen durch Schneeretension ermöglicht

Das Zentrum des Dinarischen Gebirges zwischen dem Becken des Adriatischen Meeres zur Pannonischen Ebene oder Donautiefebene wird zwar strukturell von der einförmigen und äußerst mächtigen Karbonatplattform der äußeren Dinariden, als der Hochkarstzone, oder auch als Hochdinariden bezeichnet, bestimmt, doch ist die geologische Struktur in den nordöstlichen inneren Dinariden im Mittelbosnisch-Westserbischen Raum von komplexen geologischen Verhältnissen geprägt und die strukturelle Grenze zum Rhodopenmassiv im hochkomplexen Morava-Vardar-Graben entsprechend kompliziert.
Randadriatisch grenzen die Dinariden zum Mittelmeer in der schmalen Südadriatisch-Ionischen Zone sowie an die Donautiefebene im komplexen, neogenen verfüllten pannonischen Basin (Tiefebene).
Die Dinariden setzten sich aus vier hauptsächlichen geologischen Einheiten zusammen, deren Alter von der Küste (außen) ins Landesinnere (innen) zunimmt. Der Hauptteil der dinarischen Geosynklinale wird aber fast ausschließlich von karbonatischen und dolomitischen Sedimenten (devonisch bis neuzeitlich) gebildet.
Die Verbreitung der Karbonate und Position zu Nicht-Karbonaten variiert als Konsequenz unterschiedlicher Sedimentationsbedingungen, wie der unterschiedlichen geologischen Evolution individueller Teile der dinarischen Geosynklinale.
Den äußersten Rand bestimmen dabei die durch die starke neotektonische Aktivität (Erdbebenzone) erheblich gestörten relativ weichen und flachen kreidezeitlichen Kalksteine im adriatisch-ionischen Faltengürtel. In Montenegro und im angrenzenden Albanien tritt noch die Pindos-Cukali-Zone mit stark schuppigen Kalken und Flysch-Sedimenten auf. Den schmalen, stark gefalteten und geringmächtigen äußersten Struktureinheiten sitzt die mächtige und flächenmäßig ausgedehnte sowie einförmige Hochkarstdecke als morphologisch ausgeprägte Struktur der gesamten Dinariden auf.
Die Mächtigkeit der kretazischen und jurassischen Kalke beträgt hier bis über 4 km. Die Verkarstung der äußerst reinen und festen Kalksteineinheiten reicht bis unter das Meeresniveau hinab in die kroatische Inselwelt der Adria hinein und ist durch umfassend verzweigte karsthydrologische Systeme gekennzeichnet.
Außerhalb der Hochkarstzone, im Bereich der Durmitordecke, sind Werfener Schiefer als Schichtgesteine mit Kalken vergesellschaftet, das östliche Prokletije ist sogar großteils aus Schiefern aufgebaut. Zudem finden sich noch Sand- und Eruptivgesteine, die aber selten massig entwickelt sind. Neben paläozoische Schiefern, sind triassische Karbonatgesteine nur linsenförmig, zumeist in den höchsten Partien vom Komovi und Zentralprokletije, verbreitet.

### Entstehung
Das Dinarische Gebirge entstand ebenso wie die Alpen durch die Kollision der afrikanisch-arabischen Platte und der eurasischen Platte im Oligozän, die sich bis heute fortsetzt. Durch die paläogeografische und strukturelle Einheit mit den Helleniden, die im Pindos ihre größten Höhen erreichen, werden sie zu einem Orogen zusammengefasst, dem dinarisch-hellenidischen Orogen. Das strukturelle System der Dinariden (serbokroatisch Dinarsko gorje, Dinaridi) ist so Teil der perimediterranen alpinen und damit auch ein Teilstück der jungalpidischen Eurasischen Gebirgssysteme, deren Kontinuität aufgrund vom Pliozän bis ins Quartär anhaltender neotektonischer Aktivität, als Generator der heutigen geologischen Strukturen, unterbrochen ist.
Ursprünglich bestand an Stelle des heutigen Mittelmeeres ein Tethys genannter Ozean. Die Tethys entstand zu Anfang des Jura, als der Superkontinent Pangaea in die zwei Superkontinente Laurasia und Gondwana zerbrach. Während des Mesozoikums wurde die Tethys durch die nordwärtsgerichtete Bewegung Gondwanas eingeengt, dadurch zerfielen Gondwana und die Tethys allmählich in kleinere Einheiten, die eine Vorwegnahme der physischen Geographie des heutigen Mittelmeeres stellten. Durch kontinentale Annäherung, Kollision und andere Verlagerungen der tektonischen Platten veränderte sich das Aussehen der Tethys. Mit der Öffnung des Atlantischen Ozeans im Jura und der Kreide sowie der weiteren Entfernung Eurasiens von Nordamerika und der Annäherung Afrikas begann in der späten Kreidezeit sowie im frühen Tertiär die alpine Orogenese. Eine zweite Hebung setzte während des Pliozäns und Pleistozäns ein. Durch das Zusammenspiel der Eurasischen und Afrikanischen Platte hatte sich der Tethys-Ozean stark verkleinert. Während des Känozoikums schloss sich die Tethys vollständig, als indische und arabische Platte mit Eurasien kollidierten. Als letzter Rest der Tethys blieben so das Mittelmeer, Schwarze Meer, Kaspische Meer und der Aralsee übrig. Mit Beginn des Tertiärs komplizierten sich die individuellen Bewegungen von verschiedenen Mikroplatten im Mittelmeer, unter denen die Apulische Platte mit dem Nordteil der adriatischen Platte für die Genese der Dinariden ausschlaggebend wurde. Die Apulische Platte ist eine kontinentale Kruste, die Afrika mit Eurasien verbindet und das westliche vom östlichen Mittelmeer-Basin trennt. Als sie ab dem Eozän vor etwa 53 Millionen Jahren durch eine direkt nordgerichtete Bewegung Afrikas mit dem nördlichen Sporn der adriatischen Platte in den südlichen Bereich von Europa hineindrang, begann die eigentliche Hebung der Alpen wie Dinariden.

## Gliederung und Relief

Regionale Unterteilung der Dinariden.

### Geotektonische Relieftypen
Von der Ausprägung von Relief und Morphologie her können die Hochdinariden in die Gruppe der:
- Falten oder Kettengebirge im Nordwesten (Slowenien, Kroatien, Bosnien)
- Plateau- oder Deckengebirge im Südosten (Herzegowina, Montenegro, Nordalbanien) unterteilt werden.

#### Kettengebirge
Zu den Kettengebirgen zählen alle dinarischen Gebirgszüge nordwestlich der Neretva. Sie sind als typische Faltengebirge durch lineare Gebirgsrücken, die in der sogenannten dinarischen Streichrichtung (von Nordwesten nach Südosten) liegen, gekennzeichnet. Typisch in der Dinara und Velebit ausgeprägt.

#### Plateaugebirge und Horste
Die dinarischen Gebirge südöstlich der Neretva sind durch sogenannte Altflächen (oft nach der Ostalpinen Raxlandschaft benannt), die den Typus einer seit dem Tertiär wenig veränderten Plateaufläche kennzeichnet und horstartige Heraushebungen, sowie weitläufige Hochflächen geprägt. Typisch für Hochflächen und Horste des Prenj, der Zelengora, Maglić, Bioč, Durmitor, Sinjajevina, Moračke Planine, Orjen (Krivošije, Bijela Gora Rudine), Westliche und Zentrale Prokletije (Maja Radohines-Gruppe, Jezerca-Gruppe, Bjelić).

### Klimageographische Unterteilung
Klima- und Regionalgeografisch ist eine Einteilung aufgrund klimatischer- sowie kulturgeografischer- und wirtschaftsgeografischer Kennzeichen in:
- Litorale (Küsten-) Dinariden
- (Binnen-) oder Hochdinariden
- Nordostdinariden möglich.

#### Subadriatische Dinariden

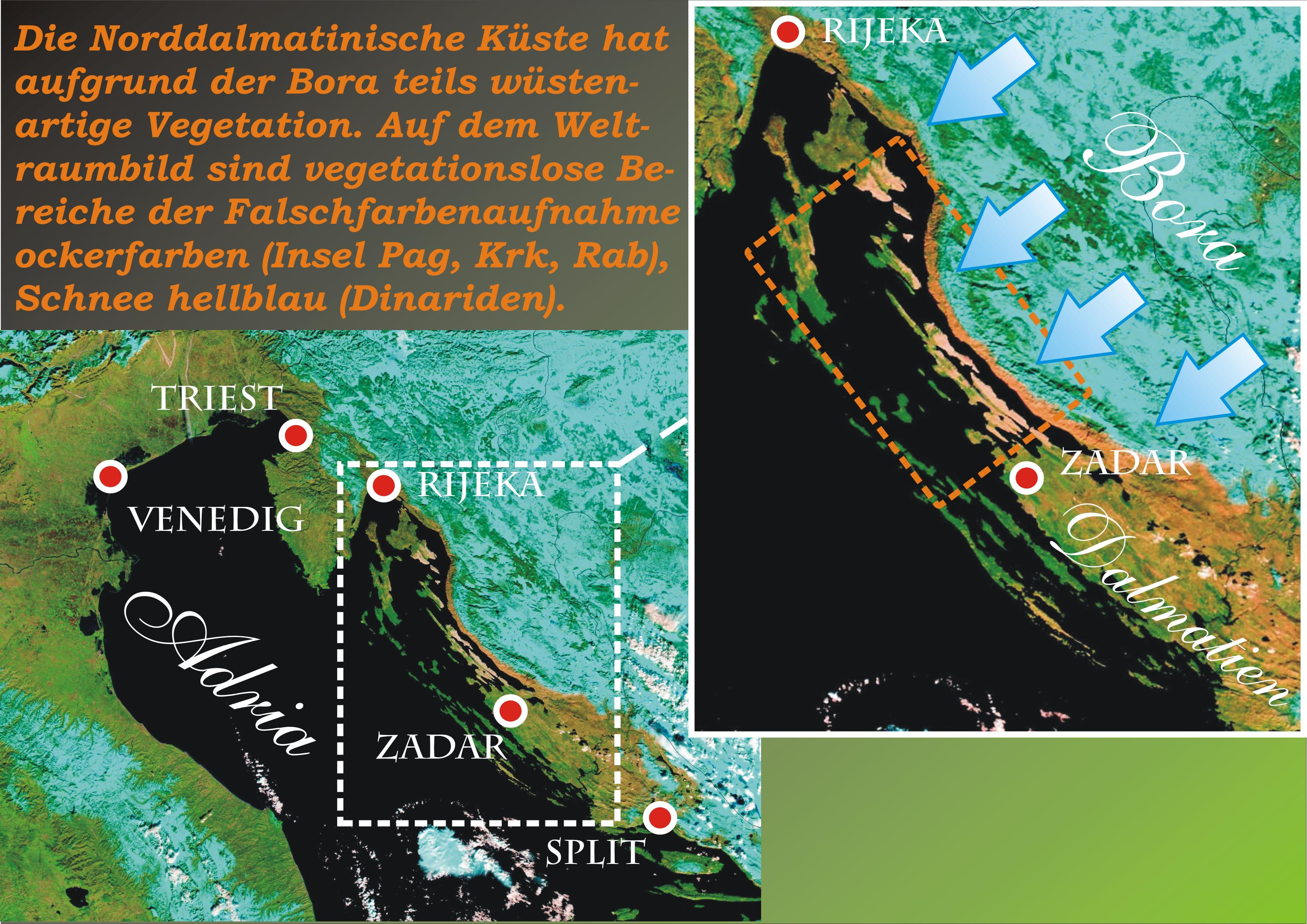
In den Nordwest-Dinariden Kroatiens ist die Bora prägender Klimafaktor.

Die adriatischen Faltengebirgsgürtel der äußeren Dinariden der dalmatinischen subadriatischen Dinariden (auch litorale Dinariden) verwehren als steil aufragende Mauer den Zugang zum Binnenland und sind eine wirkungsvolle Klimascheide. Die Hochplateaus wurden früher vor allem in Form der Transhumanz bewirtschaftet.
| Gorski Kotar - Snežnik - Gorski kotar - Nord-Velebit - Süd-Velebit | Mitteldalmatien - Biokovo - Mosor | Rudine und Rumija - Orjen - Lovćen - Paštovci - Rumija |

#### Hochdinariden

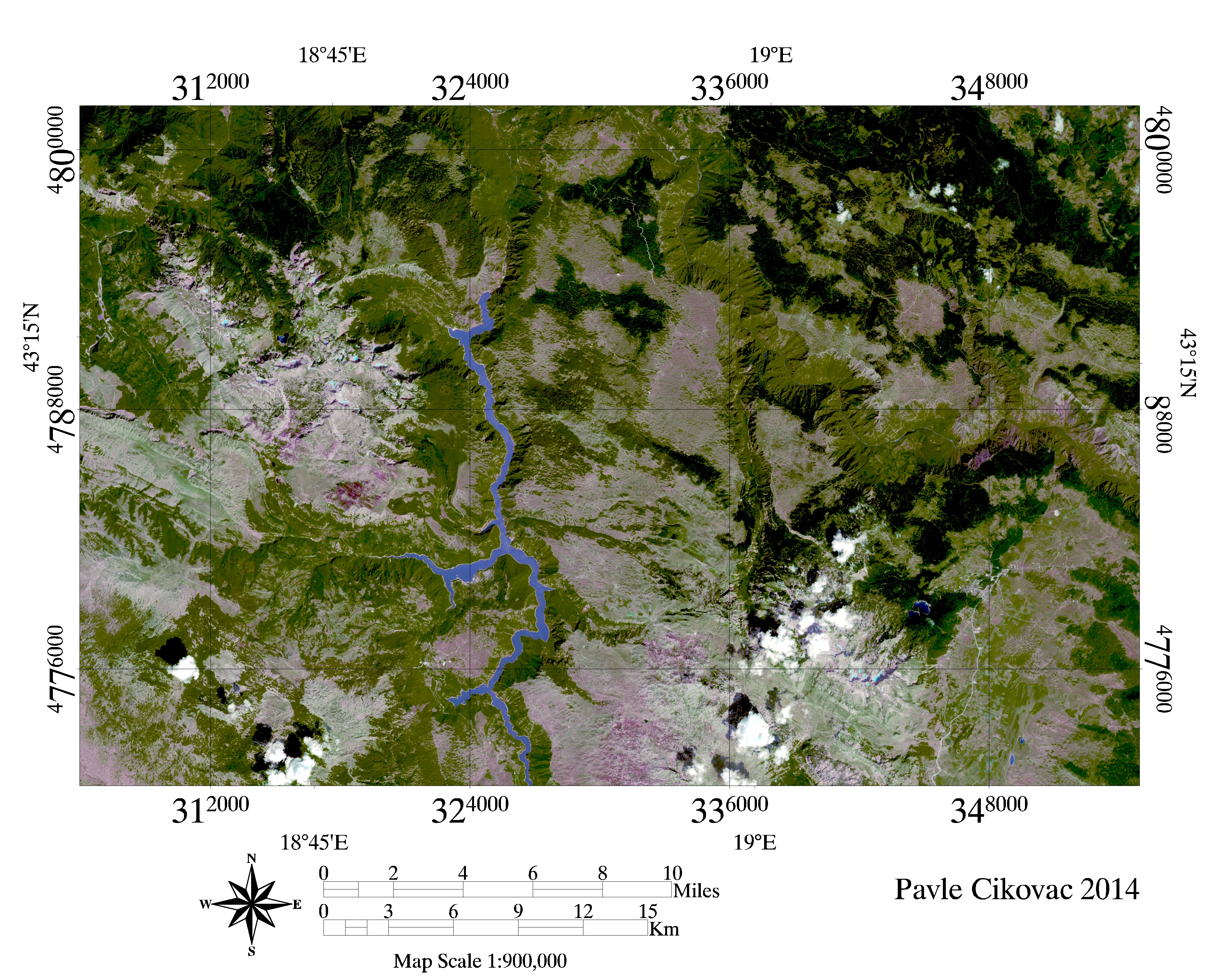
Hochland von Montenegro mit Durmitor und Volujak. Firnfelder und selbst Gletscher sind in den höchsten Gipfeln in der Spätsommeraufnahme von Landsat 8 ETM+ zu erkennen

Die waldreichen zentralen Hochdinariden der westmontenegrinisch-bosnisch-kroatischen Hochkarstzone sowie der bosnisch-westserbischen und nordmontenegrinischen Kalk- und Schieferzone sind dünnbesiedelte Hochländer mit ausgeprägter Almwirtschaft.
| Lika, West-Bosnien - Dinara - Plješevica - Cincar | Zentral-Bosnien - Vranica - Bjelašnica - Jahorina - Treskavica | Herzegowina, Montenegro - Čvrsnica - Prenj - Zelengora - Maglić - Durmitor - Sinjajevina - Stožac - Maganik - Prekornica - Bjelasica - Visitor - Komovi - Prokletije |

#### Nordostdinariden
Den innerbosnischen und serbischen Kalk- und Serpentingebirge sind erzreiche Gebirge. In ihnen herrscht Almwirtschaft vor.
| Ostbosnien-Westserbien - Javor planina - Tara planina - Zlatibor - Maljen - Povlen - Mučanj - Čemernica - Kukutnica | Sandžak-Serbien - Golija - Pešter - Zlatar - Jadovnik - Giljeva - Ozren |  |

### Geomorphologische und hydrographische Relieftypen
Für die mächtig entwickelte Karstplattform der äußeren Dinariden der litoralen- und Hoch-Dinariden sowie der Fluss- und wasserreichen Inneren Dinariden lassen sich aufgrund ihrer hydrologischen Ausprägung dann auch Drei hydrogeographische Zonen, von denen Zwei karstologische Typen bilden, vornehmen:
- die Zone des dinarischen Holokarstes (abflusslose Zone),
- die fluviokarst Zone des Hochkarstes oder Merokarst (Zone der Schluchten und Canyons, u. a. Neretva-Canyon, Tara-Canyon, Moraca-Canyon usw.)
- die fluviale Zone (normal entwickelte fluviale Relieftypen).

#### Dinarischer Holokarst

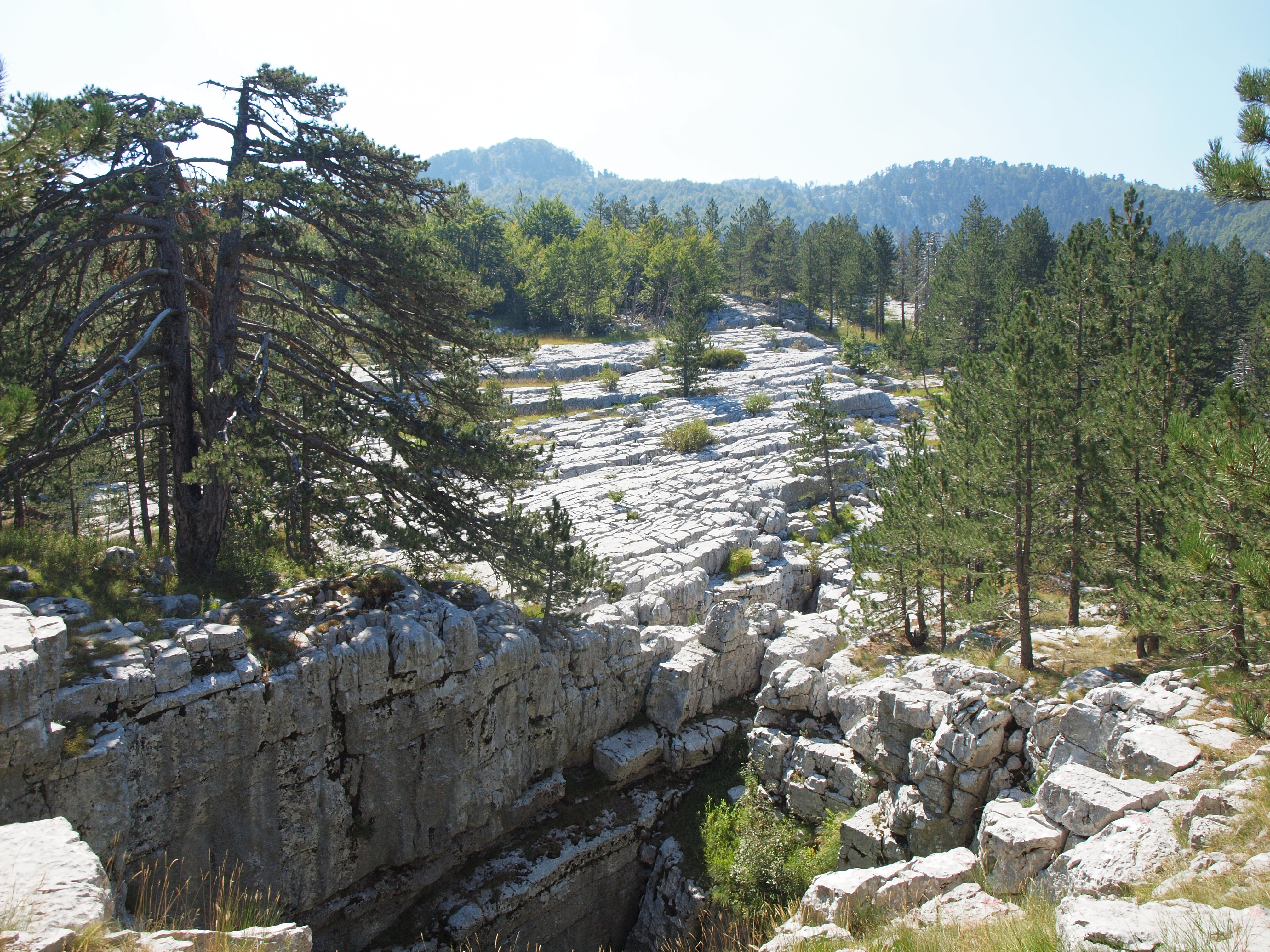
Mesozoische, schwach gefaltete karbonatische Sedimentgesteine kennzeichnen alle abflusslosen Gebirge im dinarischen Holokarst, Bijela gora

Die einförmigen und wenig gegliederten, zum abflusslosen und daher am stärksten entwickelten Karst des Mediterraneums gehörenden Abschnitte des Dinarischen Gebirges in Kroatien, Südbosnien, Herzegovina und Altmontenegro werden dem sogenannten Holokarst zugezählt. Sie haben durch Großpoljen, Dolinenfelder, Trockentäler und Sickerflüsse alle Komponenten eines entwickelten unterirdischen Karstabflusses. Durch Karenfelder sind sie teilweise schwer zugänglich und abweisend.
Der dinarische Holokarst wird durch Rumpfflächen gegliedert, die im mitteldalmatinisch-bosnischen Bereich eine sogenannte Rumpftreppe bilden. In der treppenförmigen Staffelung der Rumpfflächen in Form der großen dinarischen Poljen, die als zentrale hydrologische Knoten den Zu- und Abfluss, der je nach den hydrologischen Bedingungen wechselnden Karstgrundwasserspiegel, bestimmen, bilden sie die wichtigsten agronomisch nutzbaren Räume im dinarischen Holokarst.

#### Merokarst oder fluvialer-Karst der Hochdinariden
Die aus Karbonatgesteinen aufgebauten Hochdinariden Südostbosniens, Nordmontenegros und Nordalbaniens werden durch Einschübe von Schiefermassen durch Canyon-Täler (Cetina, Krka, Neretva, Morača, Cijevna, Valbona, Tara, Piva) gegliedert. Sie haben daher zumindest in den montanen und planaren Stufen oberflächliche Abflüsse. Nur in den hochalpinen Zonen sind Quellen relativ selten, da auch hier Karstformen prägend ausgeprägt sind. Da Poljen und Dolinen nicht so zahlreich auftreten wie im dinarischen Holokarst, dominieren unter den Karst-Großformen Glaziokarstformen und von Eiswirkung überformte Karstplateaus, die sich in Form von Rundhöckerlandschaften ausgestalten oder in den durch Eiswirkung überformten Karen auftreten.

#### Fluvialer dinarischer Relieftyp
Die wasserreichen dinarischen Gebirge Mittelbosniens, Nordost-Montenegros, Südwestserbiens haben gut ausgebildete Gewässernetze (Kupa, Una, Vrbas, Bosna, Lim, Drina, Westliche Morava, Ibar) und entsprechen dem fluvialen dinarischen Relieftyp.

## Geomorphologie

### Hydrologie und Fluvialmorphologie
Aufgrund des Niederschlagsreichtums sind die Dinariden insbesondere in den zentralen Teilen ein wasserreiches Gebirge. Die bedeutendsten Flüsse sind von Norden nach Süden: Kupa, Una, Sana, Vrbas, Bosna und Drina, die alle über die Save ins Schwarze Meer entwässern. Zur Adria fließen nur vier Flusssysteme: Krka, Cetina, Neretva und Morača. Für alle dinarischen Flüsse sind Schluchten, Klammen und Canyons prägend. Darunter sind zum Beispiel die tiefste und längste Schlucht Europas, die Tara-Schlucht sowie die in einem Schluchtabschnitt gelegenen bekannten Plitvicer Seen.
Neben den normalen fluvialen Relieftypen sind noch Karstflüsse ausgeprägt. Diese als Ponornica bezeichneten Sickerflüsse sind durch stark schüttende Karstquellen (zum Beispiel die Buna-Quelle in der Herzegowina) und karsthydrologische Versickerung in Schlucklöchern (Ponor) gekennzeichnet. Die bekanntesten Sickerflüsse sind zum einen die Reka in Slowenien, die Gacka in Kroatien, sowie die Trebišnjica in Bosnien.

### Karst
Insbesondere die äußeren Dinariden sind durch seine starke Verkarstung gekennzeichnet, die in Kroatien (in den historischen Regionen Lika und entlang der kroatischen Küstenregion), der Herzegowina in Bosnien und Montenegro besonders hervortritt. Durch die karsthydrologische Besonderheit quert daher auch nur ein Flusssystem den dinarischen Hochkarst, die Neretva.
Die mächtige Hochkarstdecke der äußeren Dinariden wird aus über vier Kilometer mächtigen jurassischen und kretazischen Kalksteinen gebildet. Die damit verbundenen karstgeomorphologischen und karsthydrologischen Phänomene des Dinarischen Karstes machten das Gebirge zum klassischen Prototypen und ersten Untersuchungsgebiet der Karstlandschaften und begründeten im späten 19. Jahrhundert die Entwicklung der Karstologie als wissenschaftliche Disziplin.
Über den Geographen Jovan Cvijić wurden nicht nur die geomorphologischen Fachbegriffe von Landschaftsformen im Dinarischen Karst aus den lokalen Bezeichnungen weltweit übernommen, sondern vielmehr auch die Pionierarbeit für die Erklärung der geologischen Entwicklung von Karstlandschaften geschaffen. Dabei wusste man Ende des 19. und Anfang des 20. Jahrhunderts noch nicht, dass sich die Dinariden als geologisch komplexeste Karstlandschaft der Erde nicht durch ein einfaches wissenschaftliches Modell erklären lassen.
Der Dinarische Karst hat durch plattentektonische Beanspruchung (Stauchung und Deformation) und der unterschiedlich starken Hebung eine treppenartige Großreliefstruktur mit abgeschlossenen Becken, die sich stufenweise von der Adriaküste ins Landesinnere verfolgen lassen. In vielen dieser Becken finden sich Poljen, die aufgrund ihrer Größe die Karstmorphologie und dessen Hydrologie dominieren. In keiner anderen Landschaft der Erde findet sich ein vergleichbares Muster einer großen Anzahl komplex verbundener großer tektonischer Poljen. Sie prägen das Makrorelief der Dinariden, sind aber im engeren Sinn nur hier typisch verbreitet. Die von Alfred Grund (1903) und Jovan Cvijić (1918) erarbeiteten geomorphologischen Zyklenmodelle des Karstes anhand in den Dinariden vorgefundenen Befunde erwiesen sich daher global nicht übertragbar, bereicherten aber die Diskussion in der die geomorphologische Forschung zur Reliefgenese über mehrere Jahrzehnte dominierenden Epoche der Klima-Geomorphologie. Innerhalb der Vertreter dieser Forschungsrichtung versuchte Julius Büdel (1973) die komplexen Rumpftreppen in der südostdinarischen Poljentreppe innerhalb klimageographischer Muster zu deuten. Heute wird für die geomorphologische Komplexität des Dinarischen Karstes jedoch neben den erwähnten tektonischen Befunden auch auf die Wirkung der Messinischen Salinitätskrise, den Meeresspiegeloszillationen im Pleistozän und den fluvialen, glazialen oder periglazialen klastischen Sedimenttransporten angrenzender Flysch-Landschaften angeführt.

### Glazialmorphologie

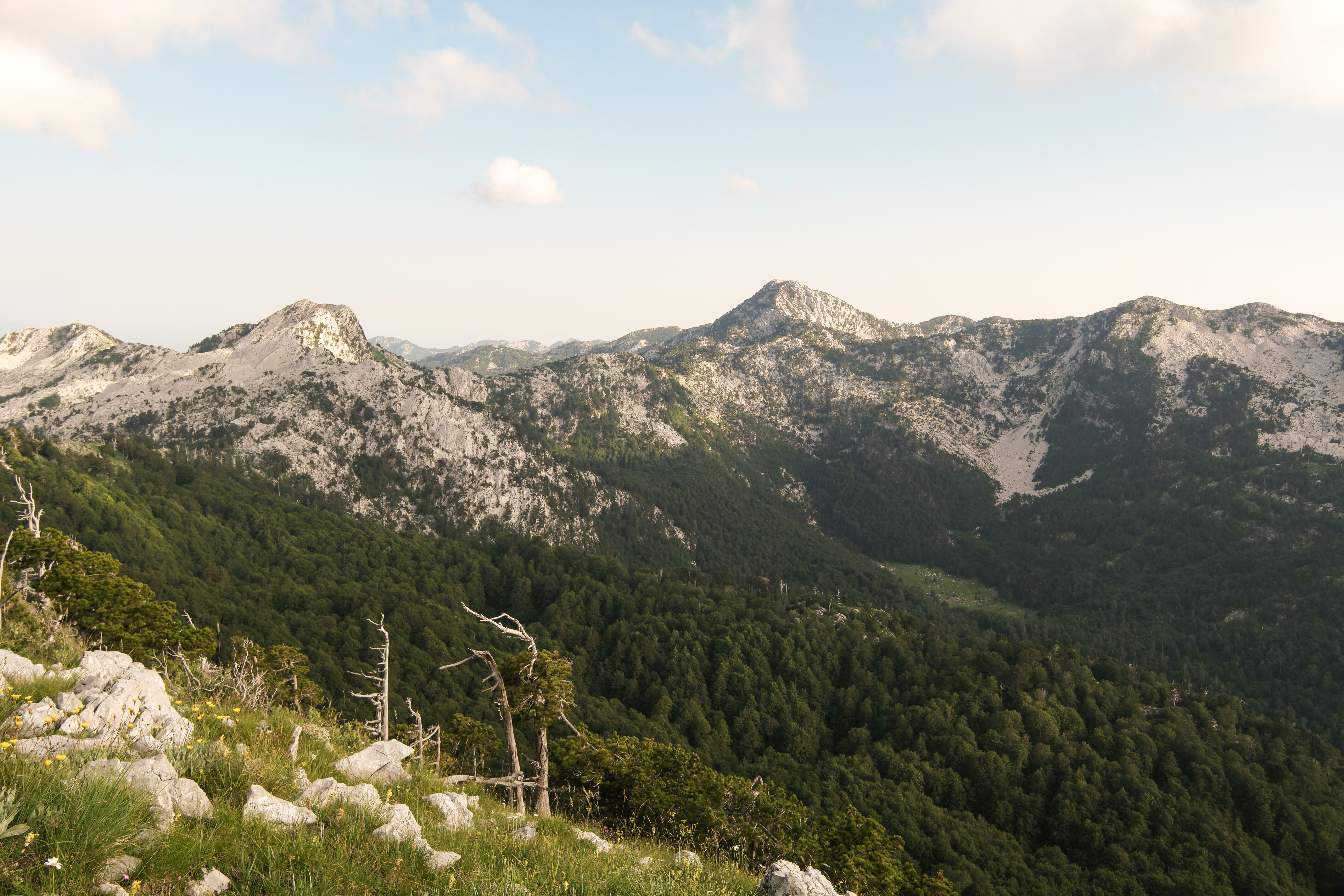
Glaziokarstlandschaft mit durch Gletscherschliff eiszeitlich stark Überformten Tal- und Plateauformen, Orjen-Gebirge in Montenegro

#### Pleistozäne Vereisung
Die pleistozäne Vergletscherung war in den Dinariden in ganz Südeuropa am intensivsten. Zahlreiche Glazialseen der Hochdinariden sind neben den übersteilten Karen und Graten deren eindringlichste Zeugnisse.
Die quartäre Schneegrenze lag insbesondere in den Dinariden im Riß und Würm zirka 1000 m unterhalb der rezenten, die heute bei über 2900 m angenommen wird und damit deutlich oberhalb der höchsten Erhebung des Gebirges liegt. Alle bedeutenden Gebirgsgruppen waren während der Eiszeiten auch vergletschert.
Neben Kargletschern bildeten sich vereinzelt größere Talgletscher, die bei günstigen topographischen und klimatischen Gegebenheiten auch über 10 km Länge erreichten. Bedeutende Ausmaße hatten Gletscher der Dinariden insbesondere im Prenj, Durmitor, Prokletije und dem Orjen.
Ging Jovan Cvijić noch Anfang des 20. Jahrhunderts von einer massiven, die heutige Vergletscherung der Alpen deutlich übersteigenden Vereisung aus, zeigen neuere Untersuchungen zur Quartärgeschichte im Durmitor und Prokletije, dass hier die maximalen Gletscherlängen 15 km betrugen.
Eine besondere Anomalie der mediterranen Hochgebirgsvergletscherung in der Eiszeit ereignete sich aber in den südlichen Küstengebirgen der Dinariden. So fiel die Schneegrenze lagebegünstigt im Orjen im Pleistozän auf unter 1200 m und eine Fläche von bis zu 150 km² war zum glazialen Höchststand vom Eis bedeckt.

#### Heutige Gletscher und Firnfelder
Zwar liegen alle dinarischen Gebirge deutlich unter der klimatischen Schneegrenze, jedoch sind auch rezent kleinere Gletscher und Firnflächen ausgebildet. Sie liegen immer in steilen und abgeschirmten nordwest- und nordostseitigen Mulden unter mikroklimatischer Gunst weit unterhalb der eigentlichen klimatischen Schneegrenze.
So existiert im Durmitor der Debeli namet-Kargletscher auf 1750 m Höhe, sowie im Prokletije ein Gletscher im Tal Buni e Jezercës sowie zwei kleiner Kargletscher östlich der Jezerca-Spitze sowie ein Lawinenkesselgletscher oberhalb des Grbaja Tales in der Karanfil-Gebirgsgruppe.
Diese kleinen Kargletscher sind nur 200 bis 500 m lang, zeigen aber die typischen Akkumulationsformen einer Endmoräne und sind damit als aktive Gletscher von Firnflächen deutlich unterschieden.
Allgemein gelten die Gletscher der Dinariden als die am tiefsten liegenden der submediterranen Gebirge. Neuere Untersuchungen zeigen, dass sie auch durch die Klimaerwärmung nicht so stark in Mitleidenschaft gezogen werden, da sie durch reichliche Winterschneefälle und einer Reliefbegünstigung nicht so stark von den allgemeinen Temperaturtrends betroffen sind. Jedoch blieb im Vergleich zur Kleinen Eiszeit von neun ehemaligen Gletschern im Durmitor bis heute nur noch einer übrig.

## Biogeographie – Phytogeographie

### Entwicklung der dinarischen Flora

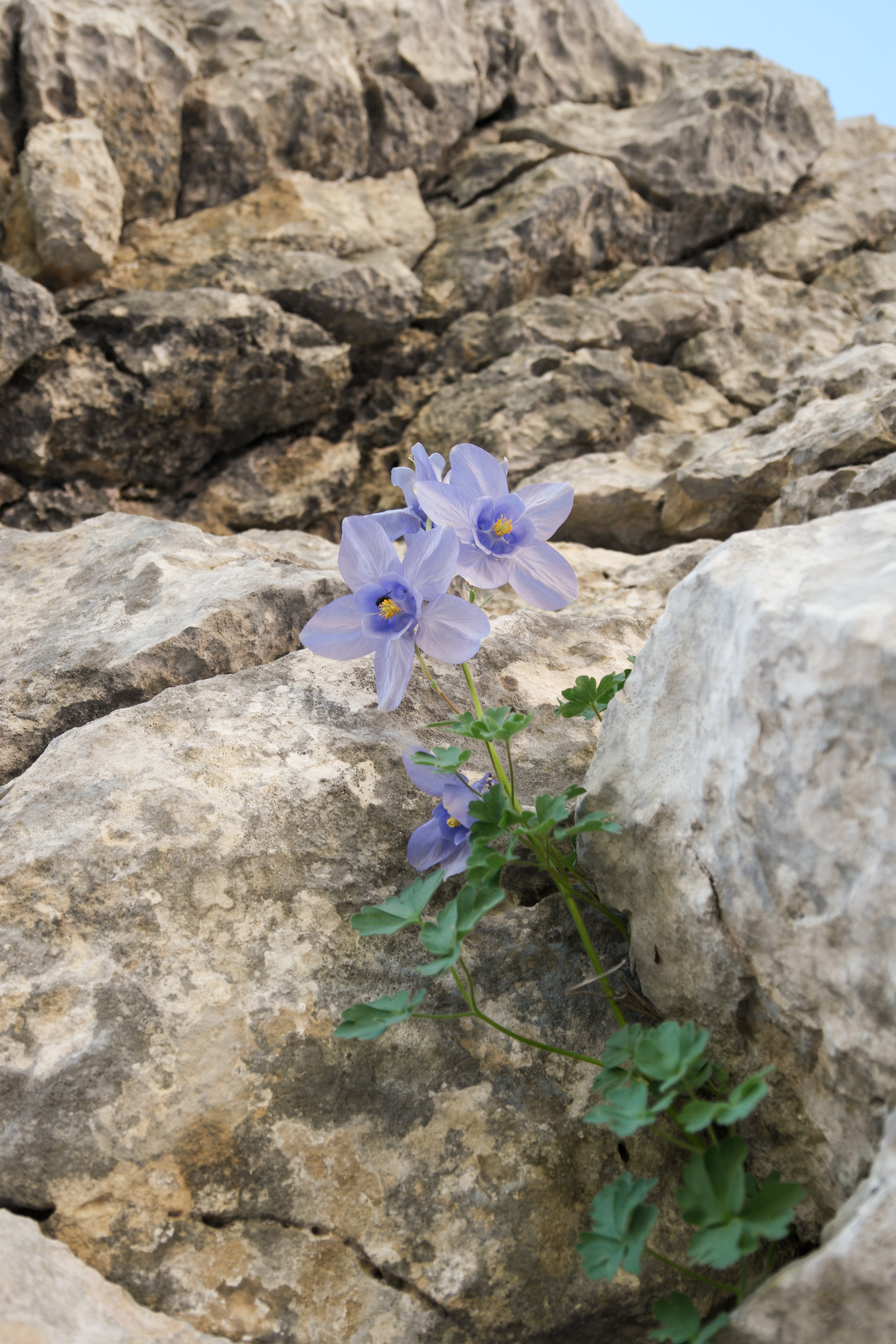
Auffälligste der saxikolen Felswandarten ist wohl die Dinarische Akelei. Sie ist ein rares Endem einiger Gebirge im Südosten.

Die Genese der dinarischen Flora vollzog sich über lange geologische Zeiträume und klimageologische Veränderungen während tertiärer, glazialer und postglazialer Phasen. Rezent werden keine alten mesozoischen Vertreter der paläotropischen Vegetation vorgefunden (wie zum Beispiel in den Floren Ostasiens oder Argentiniens). Der Basisbestand insbesondere der im europäischen Raum besonders reichen Waldflora ist dennoch seit der Kreide bekannt (zum Beispiel Quercus, Fagus, Castanea, Alnus, Salix). Die zu heutigen Verhältnissen wärmeliebendere (thermophilere) tertiäre europäische „Tropenflora“ war an tropischen Elementen viel reicher als heute, wo nur eine kleine Zahl reliktischer Arten (Adiantum capillusveneris), Gattungen (Dioscorea) und Familien (Gesneriaceae) überdauert hat.
Außertropische tertiäre Formen sind dagegen in hoher Artenzahl vertreten (zum Beispiel Scopolia, Sibiraea, Thelygonum, Picea omorika, Pinus peuce, Forsythia europaea, Syringa vulgaris). Die im europäischen Vergleich größere Artenvielfalt der Dinariden zu Alpen und Pyrenäen wird durch eine stärkere petrographische Heterogenität als in den Pyrenäen und gegen die Alpen durch die Einbettung zwischen artenreichen Florenzentren der subtropischen Mittelmeerregionen zu einem auffälligen Endemitenreichtum mit hohem Artenpotential gefördert.

### Pflanzengeografische Einteilung, Endemismus und Höhenstufen

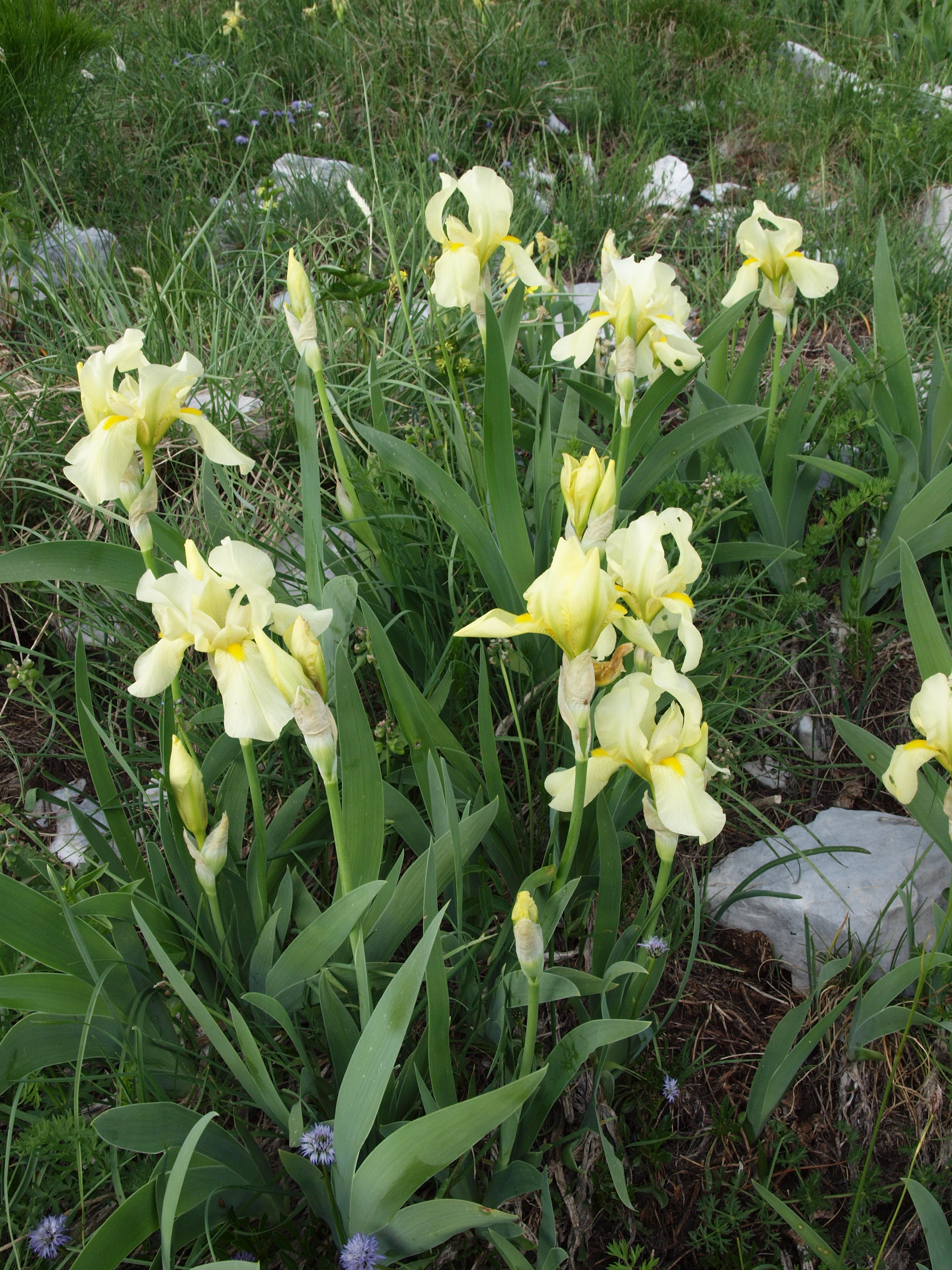
Erst 2007 wurde die Orjen-Iris beschrieben

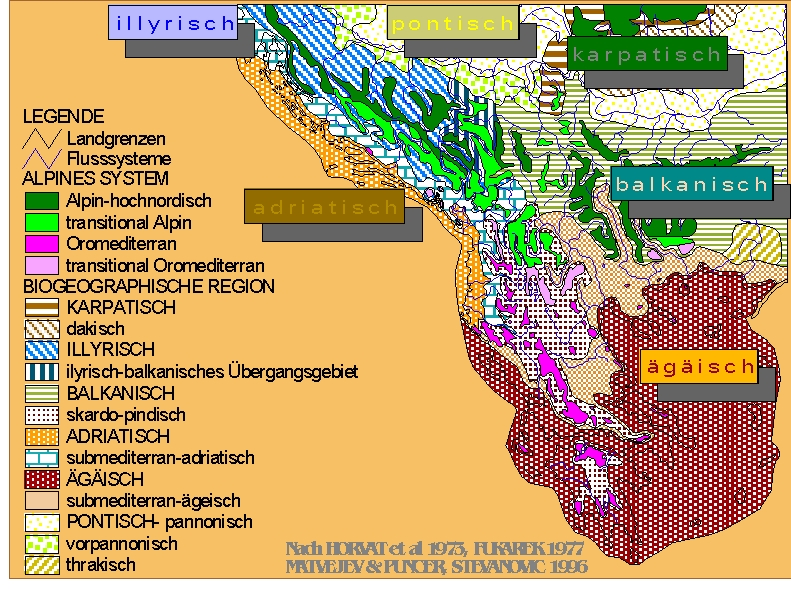
Florenregionen der Balkanhalbinsel

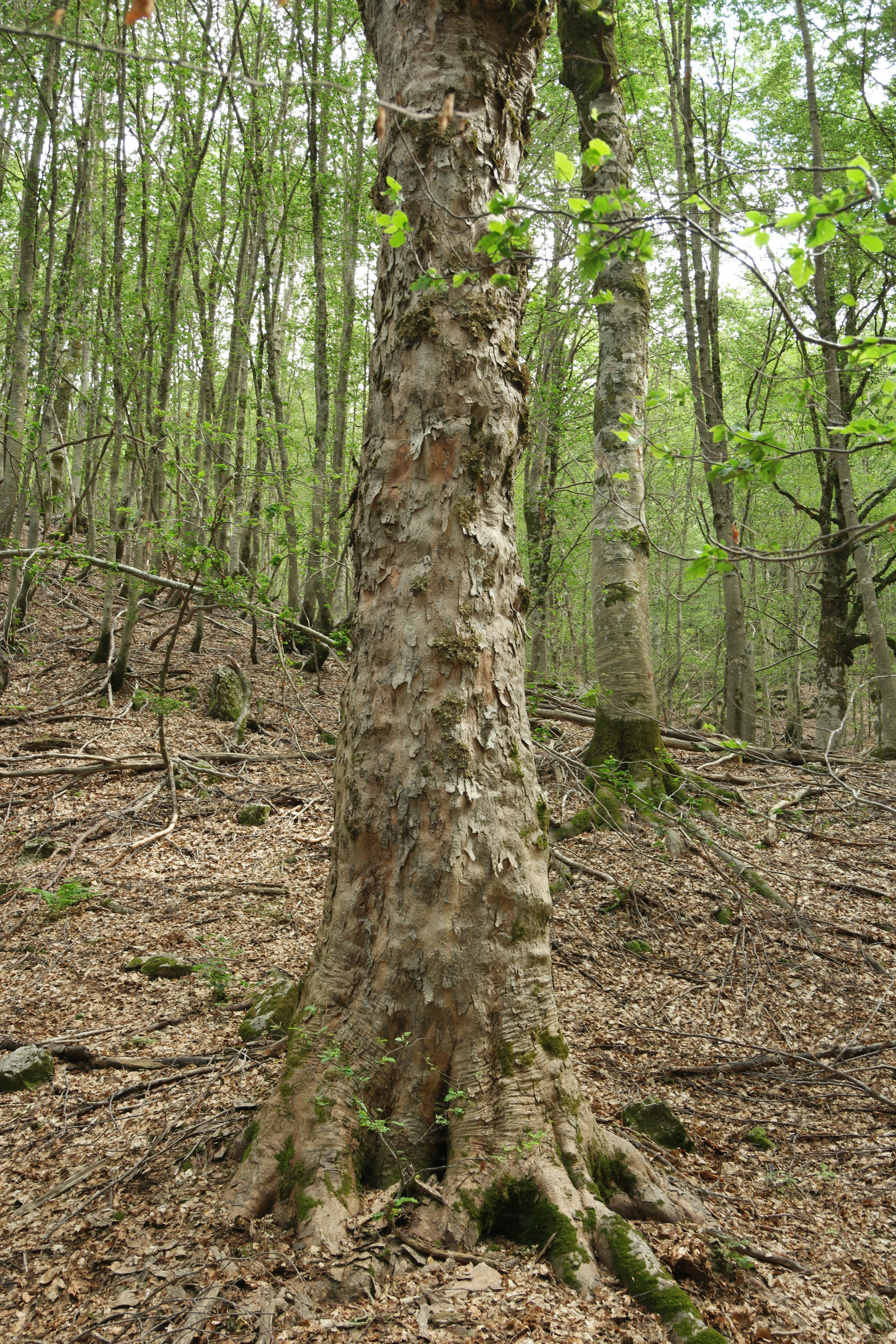
Bedeutend sind die noch in größeren Maße erhaltenen Dinarischen Buchenurwälder. Auch der Bergahorn ist an ihrem Aufbau beteiligt, wie dieser starke Bergahorn im Urwald Ilijin do in der Bijela gora in Montenegro

Die Vegetation großer Ökosysteme und die Entwicklung von Vegetationszonen, sowie die Ausbildung sogenannter floristische Regionen ist florengeschichtlich Resultat der regionalen Florenevolution, die insbesondere auch durch bioökologisch prägende Komponenten im Klima und der Landschaftsausstattung gefördert wurde.
Innerhalb solcher floristischer Regionen (florengeografisch als Biom bezeichnet) ergibt sich daher durch Relief und die Beziehungen, die sich aus der Lage, insbesondere zu den Meeren ergeben, eine aus den klimatischen Faktoren und den Aspekten des Naturraumes differenzierte Unterteilung. Für die Dinariden sind diese sogenannten tellurische Faktoren, die prägenden Einfluss auf die Vegetation besitzen, die Entfernung zum Mittelmeer, sowie die Ausgestaltung im Relief, die Einfluss auf geoökologische Komponenten von Boden- und Wasserhaushalt und darüber auf die Standortansprüche der Pflanzen wirken.
Grundsätzlich sind insbesondere die geologischen mit den klimatischen Komponenten im dinarischen Lebensraum verbunden. So liegen die wärmsten und regenreichsten Lebensräume in Regionen mit ausgeprägter Karstnatur. Durch die daraus bedingte Oberflächentrockenheit und wenig tiefgründige Böden sind sie typische Standorte für trockenheitsresistente Arten wie auch geophytische oder annuelle Lebensformen. Hier dominieren daher oftmals Lippenblütler und Euphorbien, sowie zahlreiche Grasarten (Stipa, Bromus, Sesleria, Festuca, Nardus).
Die noch immer regenreichen, jedoch auch winterkalten Zentralen Dinariden besitzen dagegen tiefgründige Böden auf abwechslungsreichen geologischen Substraten und sind durch eine geschlossene Waldvegetation geprägt. Daher sind alle typischen Arten der montanen Waldflora artenreich vertreten. Die Hochregionen werden dann zunehmend allgemein von Kalk- und Dolomitgestein aufgebaut. Hier wie in den Felspartien finden sich wieder die dinarischen Kalkmagerrasen und Felsarten mit hohem Anteil an dinarischen- oder balkanischen (teils amphiadriatischen) Endemiten. In diesen Hochlagen sind Arten der Gattungen Edraianthus (Büschelglocken, u. a. Edraianthus serpyllifolius), Gentiana (Enziane, hier u. a. Gentiana dinarica), Heliosperma (Strahlensame, u. a. Heliosperma pusillum), Scabiosa (Skabiosen, u. a. Scabiosa silenifolia) sowie den Arten der Gattung Sesleria (Blaugräser, u. a. Sesleria robusta) am auffälligsten. Einige dieser Gattung besitzen hier teils ihre globalen Verbreitungsschwerpunkte.
Jedoch treten auch Hochstaudenfluren, Schneetälchen-Gesellschaften (Schneeboden-Gesellschaften) und allgemein zahlreiche Elemente mit größeren Ansprüchen an den Wasserhaushalt hinzu.
In Schneetälchen-Gesellschaften, die sich an beschatteten Nordlagen auf Kalkschutt und Blockhalden als auf Periglazialböden angepasste schuttdeckende und schuttstauende arkto-alpine Pflanzenformationen entwickeln, finden sich wichtige Zentren der glazialen Reliktflora. Schneetälchen auf Kalk gehören zu einem eigenständigen pflanzensoziologischen dinarischen Verband, dem Salicion retusae (nach der Stumpfblättrigen Weide). In Karstgebirgen ist hierin die Assoziation Drepanoclado uncinati-Heliospermetum pusilla angeschlossen, die durch starke Temperaturinversion in tieferen Depressionen des Glaziokarstes bedingt, insbesondere im kühleren und regenreichen NW in Slowenien und Kroatien durch eine stärkerer Mischung an Wald-, Hochstauden- und Kalkmagerrasen-Elementen sich von den klassischen Kalk-Schneetälchen der Alpen deutlich unterscheidet. Schneetälchen auf Silikat entsprechen vollständig den alpinen Typ im Salicetum herbacea, der durch die Kraut-Weide charakterisiert wird. Sie beschränken sich hier jedoch ausschließlich auf die vulkanische Vranica in Bosnien und ist auf der Balkanhalbinsel ansonsten erst wieder in der Šar Planien sowie im Pirin und Rila verbreitet. Allgemein sind Arten der eurasisch-(zirkum)polaren-arkto-alpinen disjunkten Gebirgspflanzen auch in den Dinariden zahlreich. Von ihren Verbreitungs-Zentren im Prokletije und Durmitor verarmen sie zu den Rändern, werden aber erst an den sommertrockenen windgeprägten subadriatischen Gipfeln in Dalmatien und der Montenegrinischen Küste (insbesondere Biokovo, Lovčen, Rumija) durch oro-Mediterrane Hochgebirgsfloren-Typen verdrängt.
Pflanzengeografisch fällt die dinarische Region in die Holarktis und wird in eine submediterrane und eine mediterrane Florenregion unterschieden: damit gehören alle synökologischen Elemente (pflanzensoziologische Gesellschaften), Biozönosen (Lebensgemeinschaften) und Zonobiome (dem Klima entsprechende Pflanzenformationen) der Dinariden mit gemäßigten Klima zur balkanischen subtropischen Pflanzenregion. Die Dinariden stehen darin als Kernraum der illyrischen Florenunterregion (nach der röm. Provinz Illyria) der östlichen balkanischen (oft auch mösisch nach der röm. Provinz Moesia) gegenüber.
Die adriatische Küstenzone, die den mehr oder minder breiten Raum Dalmatiens, das südwestliche Montenegros und Albaniens einnimmt, wird als Bestandteil der Mediterranen Florenregion als sogenannte adriatische Region ausgewiesen.
Die klimazonalen Höhenstufen der Dinarischen Gebirge lassen sich aus ihrer Lage zum Mittelmeer damit in zwei ökologische Typen und eine Übergangszone unterteilen: die oro-Mediterrane Höhenstufung, sowie die alpine Höhenstufung.

#### Die adriatische Florenprovinz

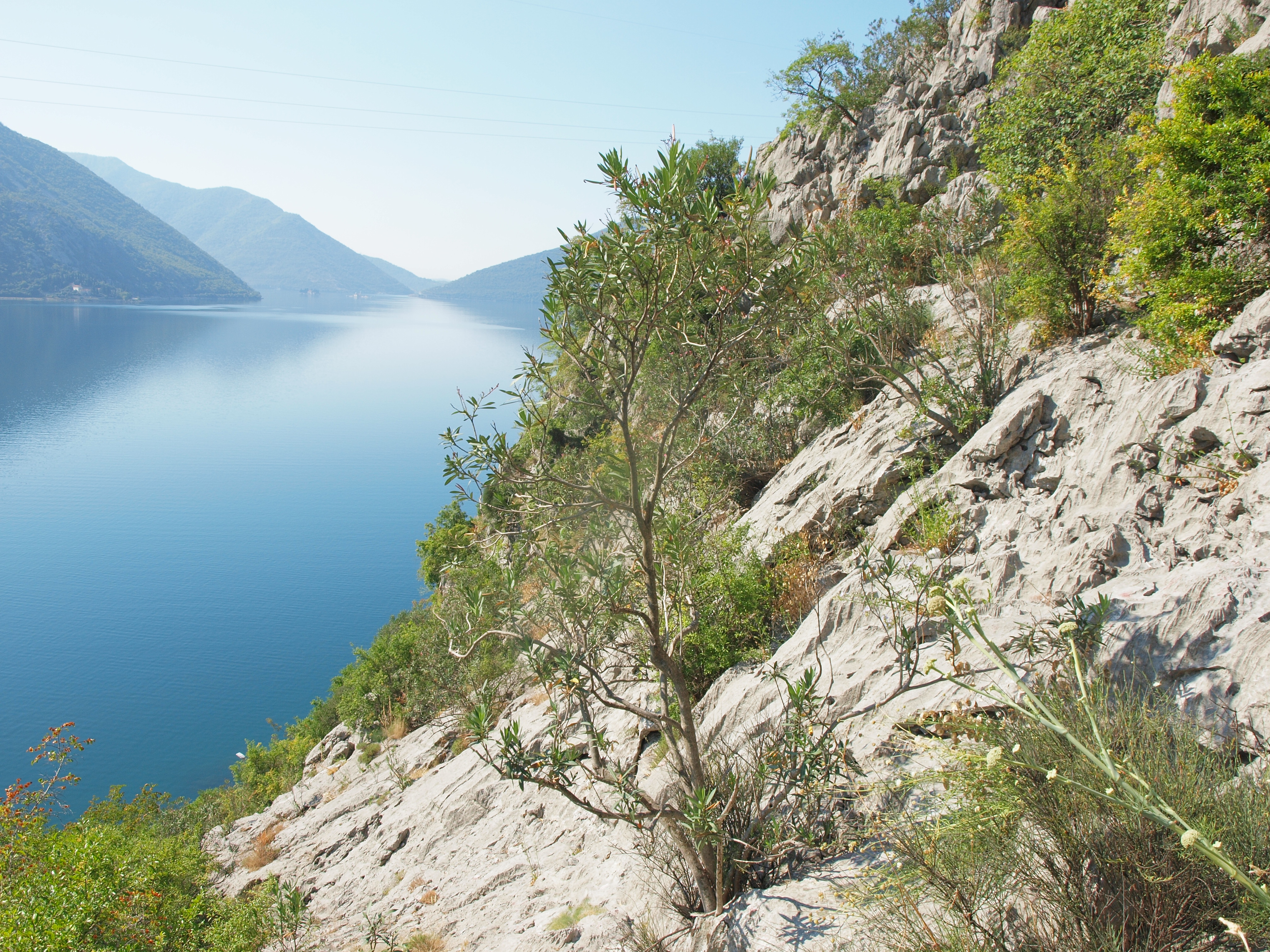
Lorbeer-Oleander Buschwald, Montenegro

Die adriatische Florenprovinz entspricht dem nordmediterranen Typus. Kennzeichnend für die nördliche Adriatische Küste sowie der Niederungsküste Albaniens ist insbesondere das Fehlen typischer Hartlaubgehölze. Es sind vielmehr laubwerfende Eichen, die Istrien, den Kvarner-Golf sowie die albanische Niederungsküste prägen. Die dalmatinische Küste, wie die montenegrinische Riviera gehören dann zur Hartlaubzone mit ursprünglichen Stein-Eichen Wäldern. Durch Auftreten episodischer stärkerer Fröste aufgrund von Kaltlufteinbrüchen und periodischer Bora-Ereignisse, sind aber auch diese an wärmeliebenden und frostempfindlichen Arten verarmt. So kann beispielsweise Viburnum tinus regional fehlen (z. B. in der Bucht von Kotor).
Nur die wärmsten dalmatinischen Inseln Mittel- und Süddalmatiens, u. a. Hvar und Mljet, sind der eumediterranen Zone zuzurechnen. Auf den sehr trockenen zentraladriatischen Inseln um Palagruža ist eine extreme Trockenvegetation mit wüstenhaftem Gepräge entwickelt. Diese gehört daher schon zur xeromediterranen Höhenstufe. Als Kontrast zu diesen im Regenschatten des Apennin liegenden Inseln der Zentraladria treten an den durch Steigungsregen bevorteilten Rivieren im Kvarner-Golf, sowie der Bucht von Kotor, Reste von Lorbeerwald-Formationen auf. Hier sind auch in ihrer Wasserversorgung anspruchsvolle Kastanienwälder entwickelt.

#### Oromediterrane dinarische Höhenstufung

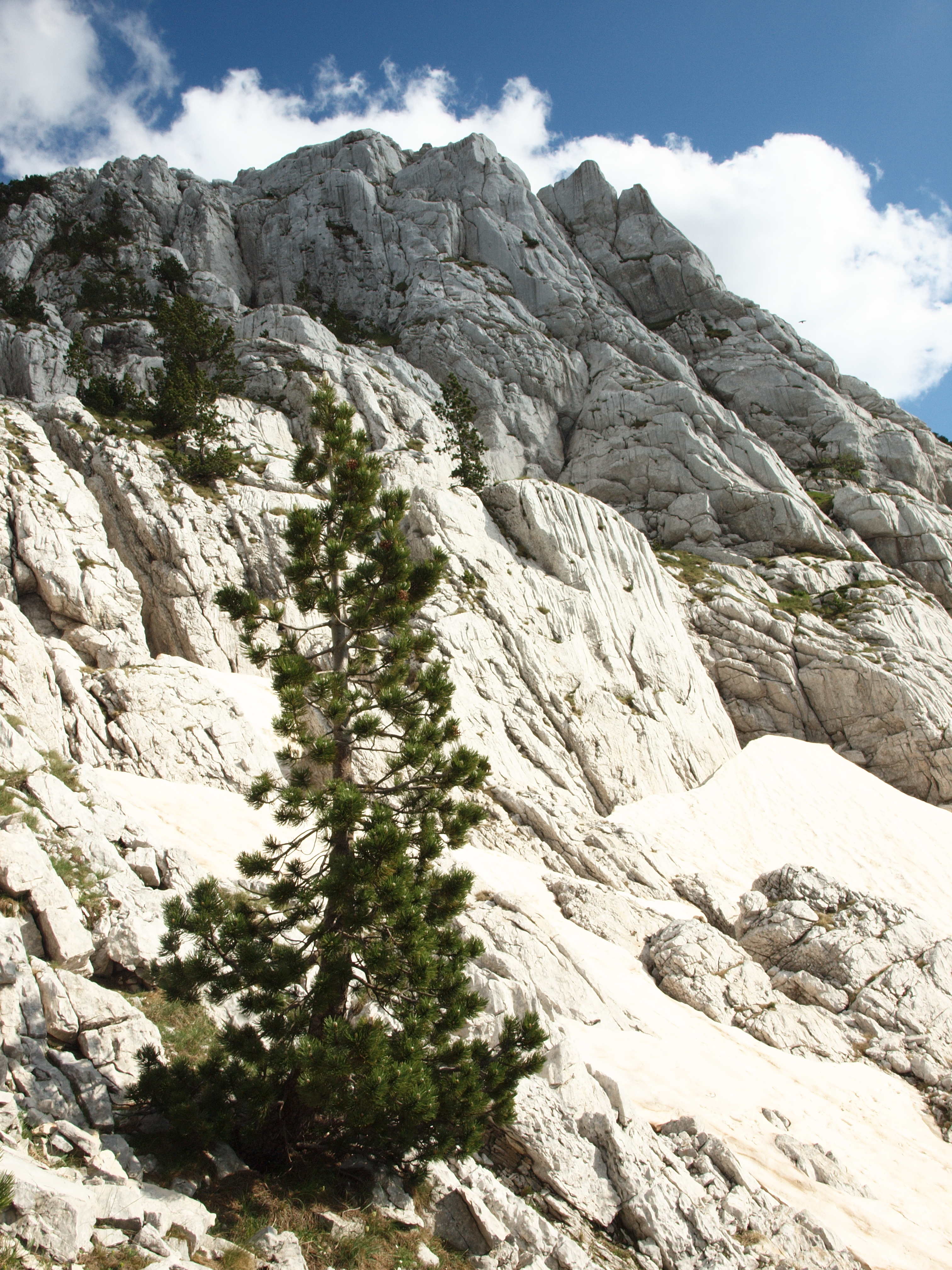
Standort für viele Tertiärrelikte sind Felswände (Degenia velebitica, Amphoricarpos neumayerianus, Moltkia petraea oder die Schlangenhaut-Kiefer)

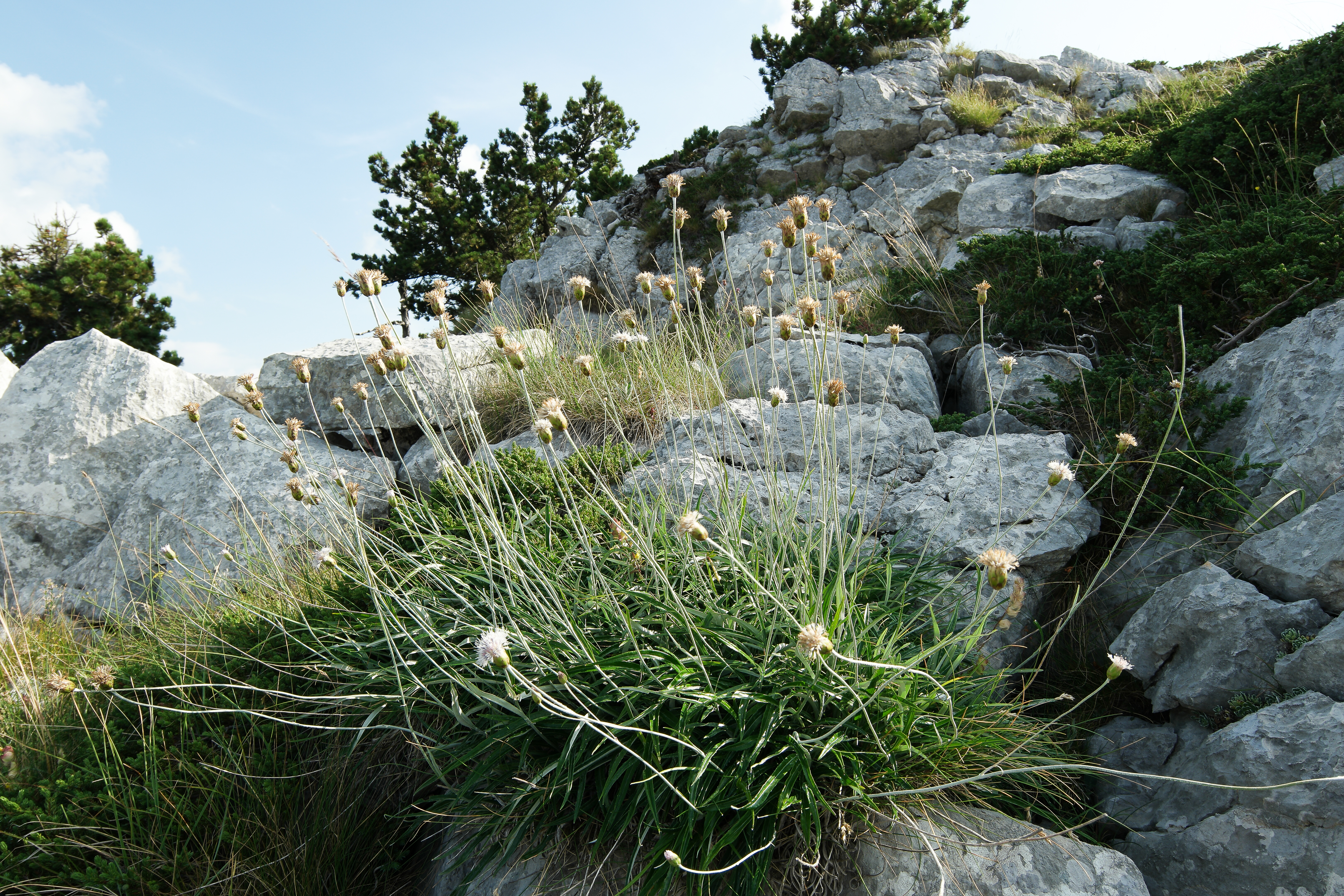
Die Neumayer-Krugfrucht (Amphoricarpos neumayerianus) ist namensgebende Charakterart der Kalkfelsvegetation der Oro-Mediterranen Höhenstufung in den Südost-Dinariden. Sie ist zudem ein Tertiär-Relikt, dessen Verbreitung sich auf den engen Bereich der SE-Dinariden beschränkt

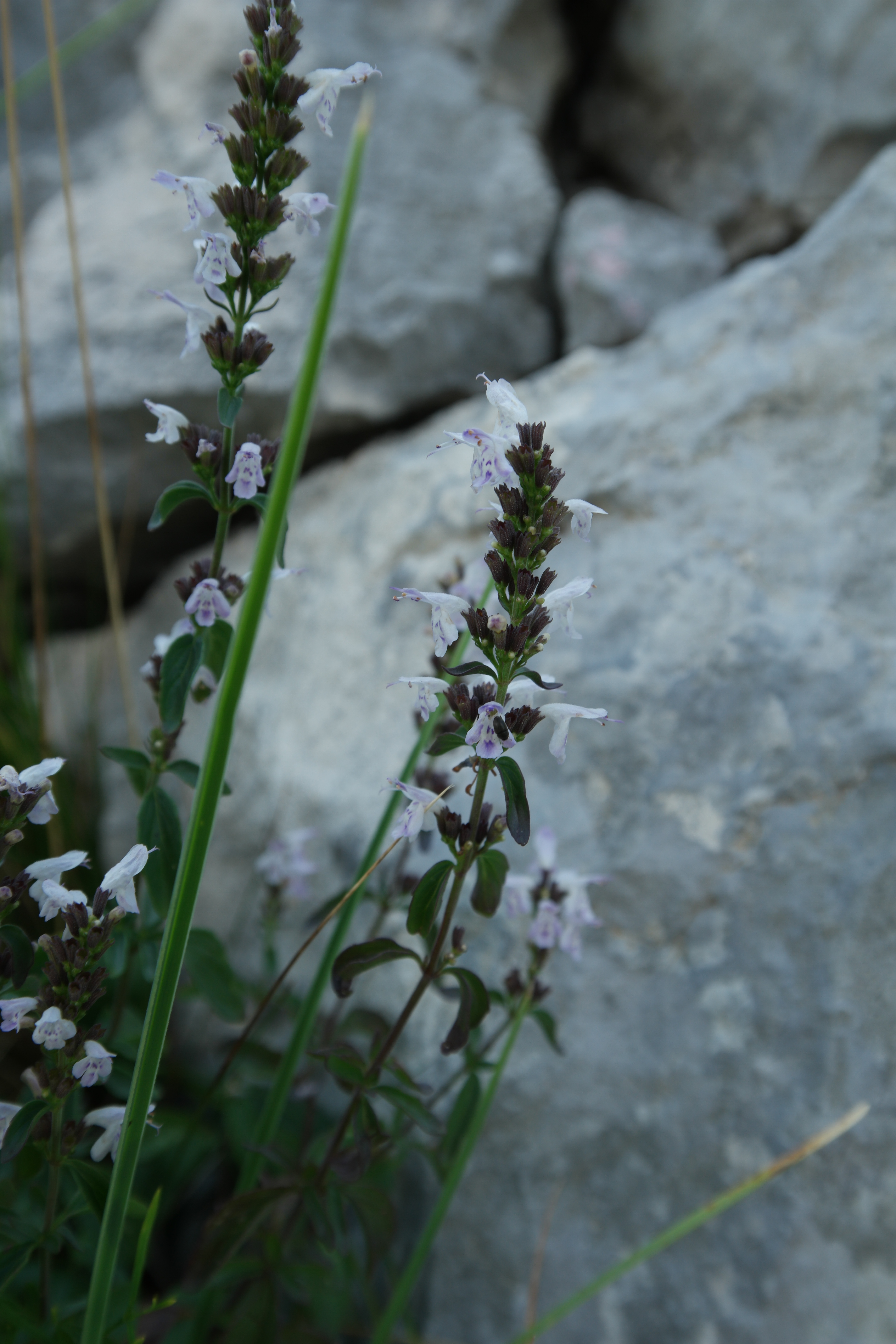
Die Quendelblättrige Bergminze (Clinopodium thymifolium) ist durch den hohen Anteil ätherischer Öle eine besonders aromatische Art, die von der Meeresküste bis fast 2000 Meter Höhe vorkommt; hier am Naturstandort im Orjen.

Die am stärksten ozeanischen, jedoch aufgrund des mediterranen Rhythmus auch sommertrockenen und vom Karst geprägten adrianahen Gebirgszüge entsprechen der Ökologischen Höhenstufe des Mediterraneums, deren zahlreiche wärme- und trockenheitsliebende Arten Entwicklungsgeschichtlich auch überwiegend in der adriatischen Provinz der mediterranen Florenregion und vergleichbaren zirkummediterranen Entwicklungszentren der Gebirgsvegetation entstanden sind. Die adriatische Vegetationsprovinz umfasst nur den schmalen Streifen der litoralen Gebirgszüge mit den reich gegliederten Küsten Kroatiens, Küsten Montenegros sowie der Niederungsküste Albaniens, ist jedoch nur nördlich der Bojanamündung mit den charakterisierenden wärmeliebenden Wäldern und artenreichen Gebüschformationen typisch ausgebildet. In den unteren Zonen ist die immergrüne mediterranene Hartlaubregion mit dem dominierenden Landschaftstyp der Macchie charakteristisch; die ursprünglichen Hartlaubwälder sind praktisch gänzlich durch anthropogene Ersatzgesellschaften verdrängt worden. Seestrand-Kiefer sowie die insbesondere an der Südostadria aus der Levante eingeführte Italienische Zypresse sind augenfällig. An den feuchtesten Stellen der Adriaküste im Kvarnergolf und der Bucht von Risan treten Lorbeerwälder aus Oleander und Lorbeer auf; ab etwa 250 m Meereshöhe im Norden und 400 m im Süden übernehmen laubwerfende Gebüschformationen, die floristisch als Šibljak-Formation bezeichnet werden, auf. Der Šibljak ist eine Degradatinsform lauwerfender Eichen- (insbesondere Ungarische Eiche), Hopfenbuchen- oder von Orientalische Hainbuchen-Wälder und damit eine anthropogene Ersatzgesellschaft. Durch ehemals weit verbreitete Brandlegung und Weidedruck waren die Šibljak-Gesellschaften für die herdentierhaltende Bevölkerung Dalmatiens, Montenegros, Albaniens bis Makedoniens agronomische von großer Bedeutung (insbesondere Eichenweide, sowie Schneiteln von Eichenlaub als Viehfutter).
Auch für die oromediterrane Waldvegetation sind wärmeliebende, laubwerfende Baumarten kennzeichnend (Flaumeiche, Makedonische Eiche, Edelkastanie, Hopfenbuche). Die Waldgrenze wird hier überwiegend von trockenresistenten Nadelbäumen gebildet; dies sind die typischen oromediterranen Waldgrenz-Trockenwälder, die im Südosten von endemischen Schlangenhaut-Kiefern und insbesondere in Kroatien sowie der Herzegowina und dem Südwestlichen Montenegro von der Weisstanne (im Nordwesten auch mit Fichte) aufgebaut werden; ein niedriges Gebüsch aus Zwerg-Bergwacholder leitet oberhalb der letzten Wälder zu den artenreichen altimediterranen Kalkmagerrasen über.
Die oromediterranen Gebirge, die auch eine sogenannte altimediterrane (analog der alpinen Stufe der gemäßigten Zone) baumlose Stufe mit trockenheitsangepassten Rasengesellschaften (vor allem Sesleria robusta) haben, sind mit dem Velebit, Biokovo und Orjen besonders artenreich. Gemeinsam ist ihnen, dass die Höhenstufen von orkanartigen Winterstürmen der Bora Winde und mediterranen Winterzyklonen stark beeinträchtigt werden (als kennzeichnend gelten daher sogenannte boragene Pflanzengesellschaften mit äußerst schütterer Vegetationsdecke).
Als beispielhaft der eu-mediterranen Höhenstufung der Dinariden gilt der Höchst Gipfel Dalmatiens im Orjen, auf dem sich alle mediterranen Vegetationsformationen von der Küstezone bis zur altimediterranen Stufe finden lassen. Viele endemische Arten der Waldvegetation der Balkanhalbinsel haben ihre nächsten vikariierenden Verwandten in den kolchischen, pontischen oder auch hyrkanischen Florenprovinzen und Waldtypen Kleinasiens oder der kaukasischen Ostküste des Schwarzen Meers. Dazu gehören Krim-Pfingstrose oder der Griechische Ahorn. Durch die zahlreichen auffälligen verwandten Arten haben auch die Vegetationsstufen im Kaukasus mit den Südost-Dinariden zahlreiche Ähnlichkeiten wie Oleg Sergeevič Grebenščikov in einem interessanten Vergleich zeigen konnte. Dabei sind jedoch insbesondere die unteren Waldstufen deutlich ähnlicher, während die subalpine- wie alpinen Höhenstufen stärker unterschieden sind und nur noch wenige arkot-alpine Arten gemeinsam aufweisen.
Als Dauerpionier-Gesellschaften sind Kalkfelsen Standorte besonders endemitenreicher Gesellschaften, in denen reliktische Arten wie die Neumayer-Krugfrucht – Amphoricarpos neumayerianus, Felsen-Moltkie – Moltkia petraea sowie die besonders zahlreichen Arten der Lippenblütler mit der hier artenreichen Arten aus der Unterfamilie der Nepetoideae. Unter diesen häufig äußerst aromatischen und als Medizinalpflanzen geschätzten Lippenblütlern sind die Gattungen der Felsenlippen und den Bohnenkräutern mit vielen Endemiten vertreten. Charaktergesellschaft der oro-Mediterranen Kalkfelsen im Nordwesten ist das Micromerion croaticae H-at, dass im Südosten durch die Klasse Amphoricarpetalia Lkšić (nach der Charakterart des Tertiärendems der Neumayer-Krugfrucht benannt) abgelöst wird. In beiden sind Felsenlippen charakteristisch. Als äußerst aromatisch gilt insbesondere die Quendelblättrige Bergminze (Clinopodium thymifolium) sowie das Bergbohnenkraut (Satureja montana) mit den nah verwandten Endemiten Satureja horvatii und Satureja orjenii.
| Höhenstufe        | Höhengürtel | Höhenlage | Beschreibung |
| ----------------- | ----------- | --------- | --- |
| eu-Mediterran     | Tieflage    | 0–400     | Hartlaubvegetation mit Steineiche und Ölbaum. An humiden Stellen Lorbeer-Oleander-Strauchformation. |
| supra-Mediterran  | Mittellage  | 400–1100  | halbimmergrüner Eichenwald mit Mazedonischer Eiche (Quercus trojana) und Orientalische Hainbuche (Carpinus orientalis). Darüber Zerreichen- und Balkaneichenwälder (Quercus frainetto). An feuchten und schattigen Lagen Kastanien-Flaumeichenwälder, sowie wärmeliebende Hopfenbuchen- und Flaumeichenwälder. Als Pionierarten wachsen Weißtanne und Baumhasel auf trockenen und sonnigen Blockhalden. |
| oro-Mediterran    | Mittellage  | 1100–1450 | Wärmeliebender Kalkbuchenwald mit Tanne. An Felspartien trockenheitsliebende Schlangenhaut-Kiefer- und Dinarische Karst-Blockhalden-Tannenwälder zum Teil mit Krim-Pfingstrose. |
| alti-Mediterran   | Hochlage    | 1450–1700 | An der Waldgrenze Rotbuche, Schlangenhaut-Kiefer- und Griechischer Ahorn. Die mediterrane alpine Stufe – altimediterran – wird von trockenen Wacholderheiden sowie mit vielen endemischen Arten (zum Beispiel Iris orjenii, Viola chelmea) bestandenen Sesleria-robusta-Rasengesellschaften geprägt. Auf grobblockigen Geröllen und Felsen Strauchgesellschaften mit chasmophytischen Kalkfelsspalten-Arten (zum Beispiel Aquilegia dinarica, Bergbohnenkraut, Asplenium trichomanes, Amphoricarpos neumayerianus).                  |
| kryoro-Mediterran | Hochlage    | 1700–1900 | Eine echte kalt mediterrane klimazonale Stufe ist im höchsten Gebirge der dinarischen Küste nicht entwickelt. Durch hohe Winterniederschläge und stürmische Bora-Gipfelwinde entwickeln sich, unter ausgedehnten Schneelagen Schneetälchen-Gesellschaften mit griechisch-anatolischen, irano-turanischen und armeno-tibetischen Xerophyten. Zu Letzteren gehören die Halbwüsten-Schneetälchen mit vorherrschenden Zwiebelmonokotylen, die an felsige Böden, trockene Sommer und orkanartige Bora- und Scirocco Winde angepasst sind. |

#### Die Illyrische Florenprovinz

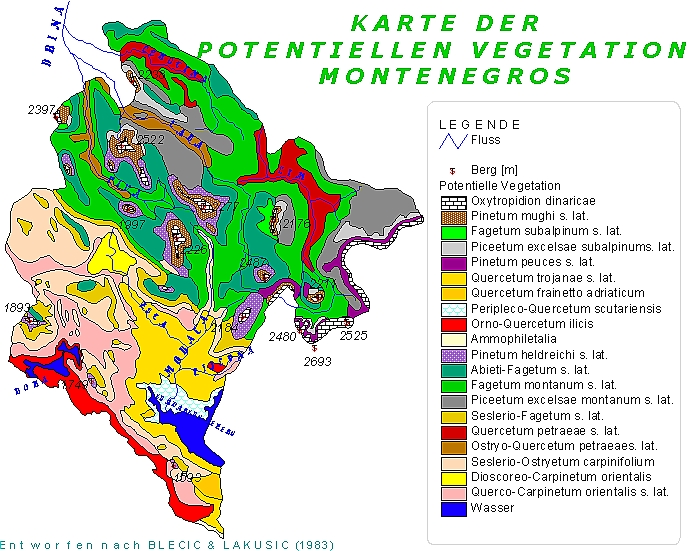
Besonders vielfältig ist die illyrische Florenprovinz in den Südost-Dinariden

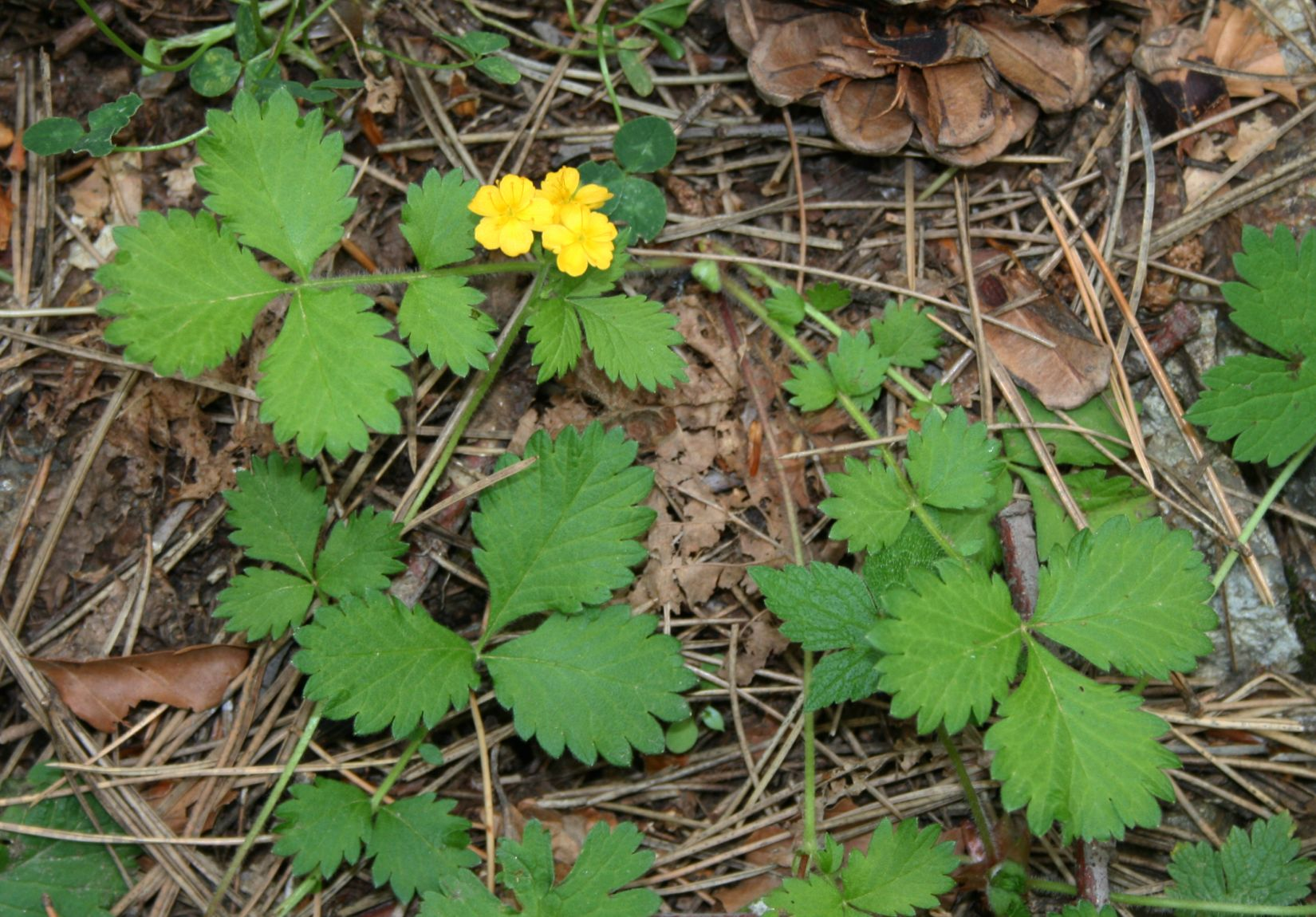
Der Nelkenwurz (Aremonia agrimonoides); Kennart dinarischer Buchenwälder

Die augenfälligste Besonderheit der Illyrischen Florenprovinz ist der besondere Artenreichtum der Waldflora. Selbst in den aus Mitteleuropa bekannte Waldtypen wie den Buchen- und Hainbuchenwäldern finden sich in den viel diverseren analogen dinarischen Wäldern andere Charakterarten. So ist beispielsweise die zu den Rosengewächsen gehörende Nelkenwurz (Aremonia agrimonoides) so typisch, dass dinarische Buchenwälder den Verband Aremonio-Fagion, die Hainbuchenwälder mit der wärmeliebenden Einkeimblättrigen Hunds-Zahnlilie (Erythronium dens-canis) den Verband Erythronio-Carpinion bilden. Entsprechende dinarische Charakterarten sind aus Mitteleuropa nicht bekannt, finden sich aber in etwas verarmter Ausführung noch auf der Apennin-Halbinsel, mit der die dinarische Flora und Vegetation florenhistorisch viele Gemeinsamkeiten besitzt.
- Die illyrische Provinz besitzt vier endemische Gattungen: Petteria, Halacsya, Haberlea, Jankaea. Endemiten sind: Picea omorika (Serbien, Bosnien), Pinus peuce (Gebirge zwischen 41°-43° N), Saxifraga ferdinandi-coburgii, Degenia velebitica (Velebit), Petteria ramentacea (Dalmatien, Herzegowina, Montenegro, Nord Albanien), Daphne malyana (Montenegro, Albanien), Ramonda serbica, Ramonda nathaliae (Montenegro), Dinarischer Spitzkiel Oxytropis dinarica (Kroatien, Herzegowina, Montenegro, Albanien, Makedonien mit 3 Unterarten), Prenj Spitzkiel Oxytropis prenja (Prenj-Gebirge, Herzegowina), Griechischer Ahorn Acer heldreichii ssp. visianii (Herzegowina, Montenegro, Albanien), Forsythia europaea (Nord Albanien, Kosovo), Felsen Moltkie Moltkia petrea, Kärntner Wulfenie Wulfenia carinthiaca ssp. blecicii (Montenegro, Nord Albanien), Hellschuppige Margerite (Leucanthemum chloroticum), Portenschlagiella ramossissima (Montenegro), Amphoricarpos neumayerianus (Orjen), Cicerbita pancicii, Lilium jankae, Dioscorea balcanica (Montenegro, Nord Albanien), Iris orjenii (Montenegro).
- Tertiäre Reliktarten der illyrisch-balkanischen Provinz sind: Ostrya carpinifolia, Juglans regia, Syringa vulgaris, Corylus colurna etc. Solche tertiärreliktische Pflanzengesellschaften finden sich zumeist in Schluchten, die der Flora in den Kaltphasen der Eiszeit als Refugium dienten: u. a. Neretva, Drina, Tara, Cijevna, Morača.
- Arkto-alpine Glazialrelikte sind für die höchsten Gebirgsgruppen im Durmitor, Komovi, Prokletije/Nordalbanische Alpen kennzeichnend. Sie besiedeln schneereiche Habitate die oft in Nähe von Schnee- und Eisfeldern sowie abgeschirmten Felswände.

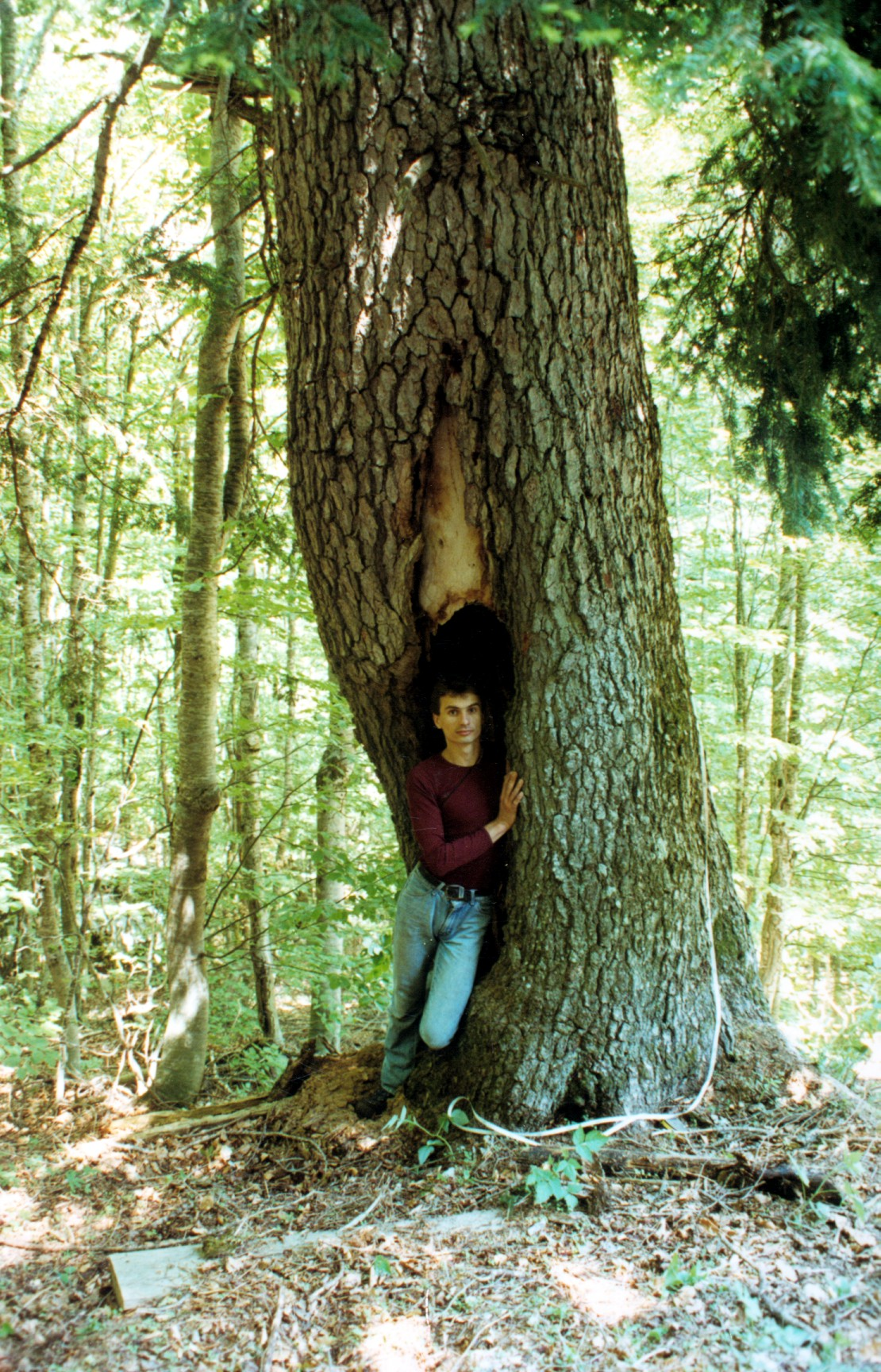
Urwaldtanne mit 150 cm Brusthöhendurchmesser und Wipfelhöhe von über 50 m, Bijela gora

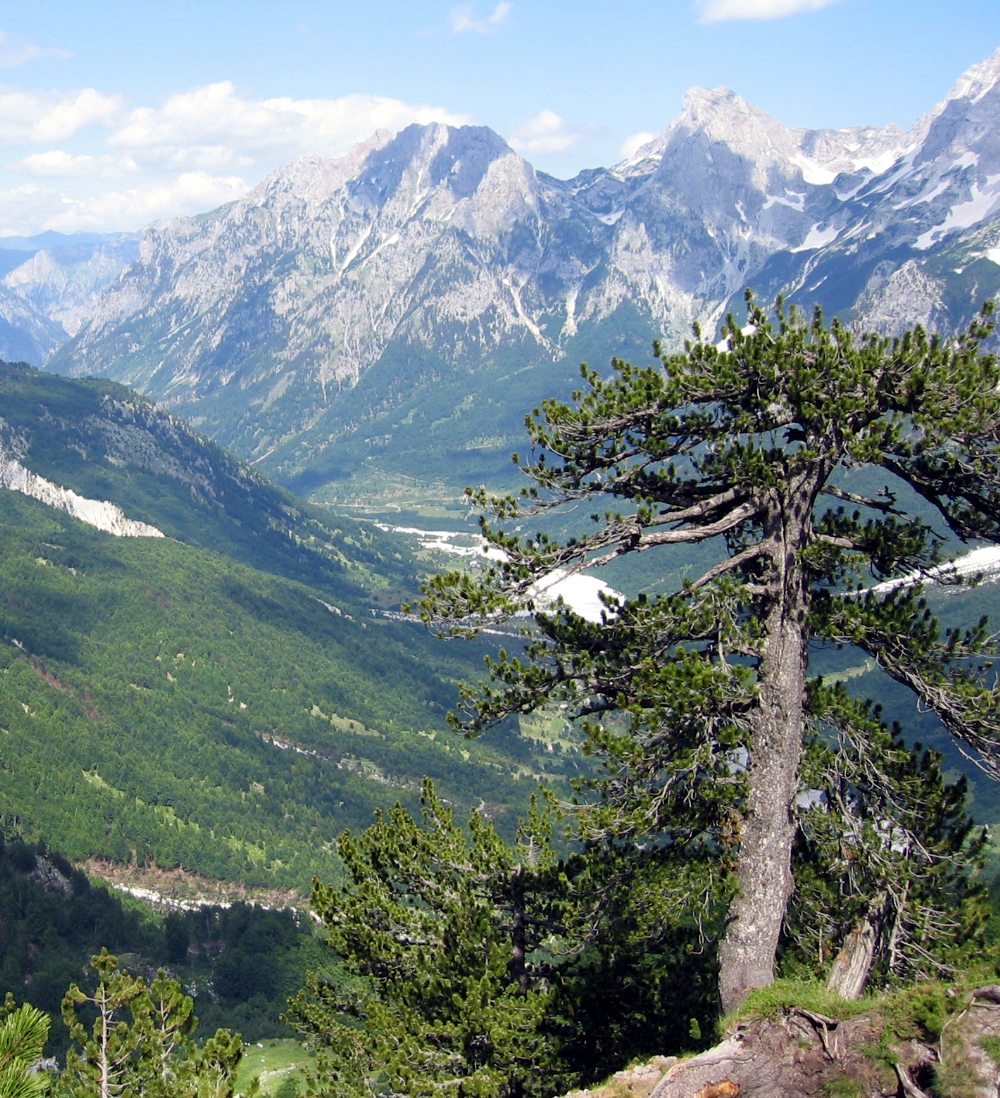
Die Balkan-Kiefer bildet in Kalkgebirgen der Südost-Dinariden eine eigene Stufe oberhalb der Buchenwälder aus, Tal von Theth in Nordalbanien

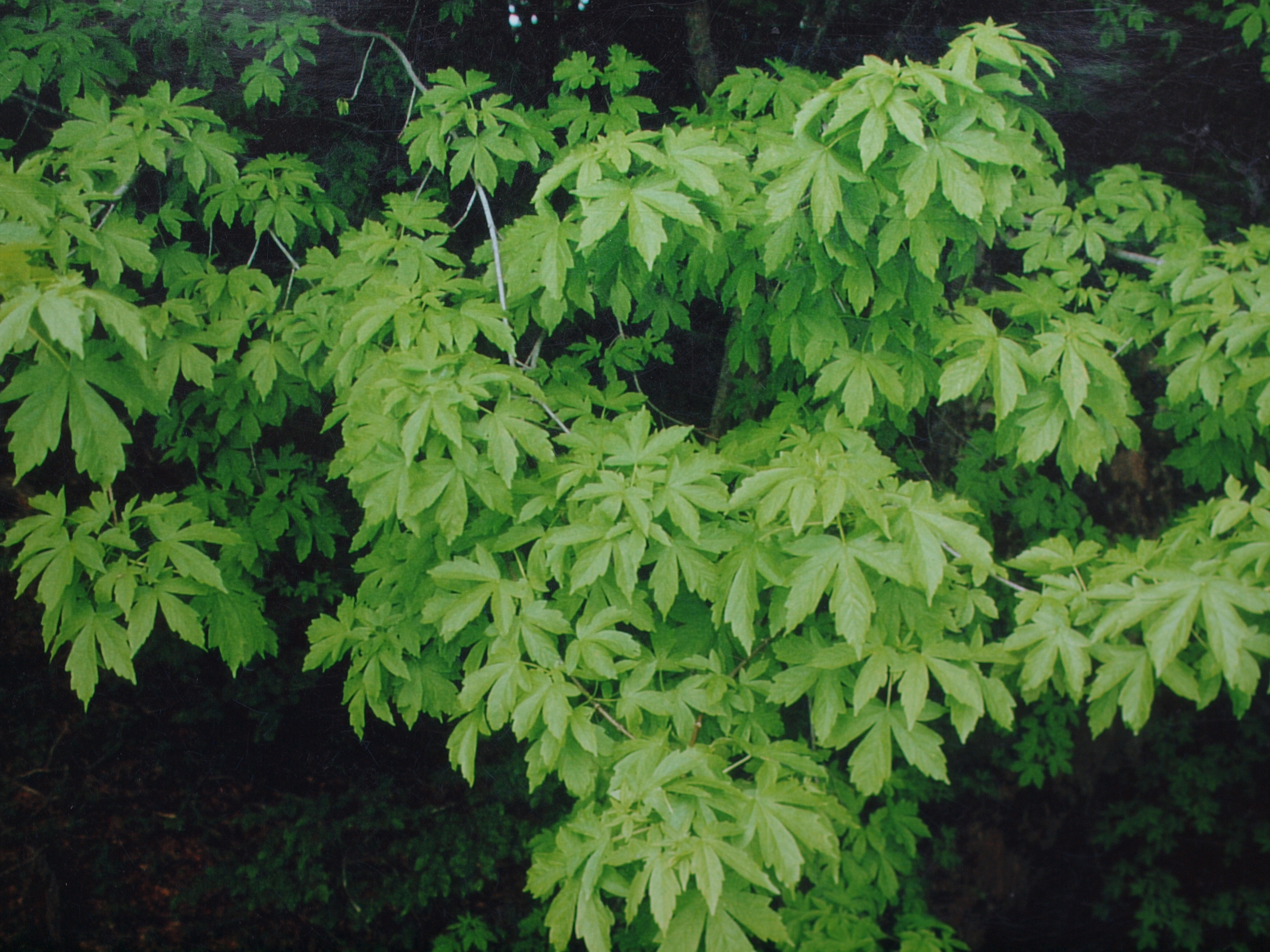
Tief eingeschnittene Blätter sind das charakteristische Unterscheidungsmerkmal des Griechischen Ahorns zum Berg-Ahorn

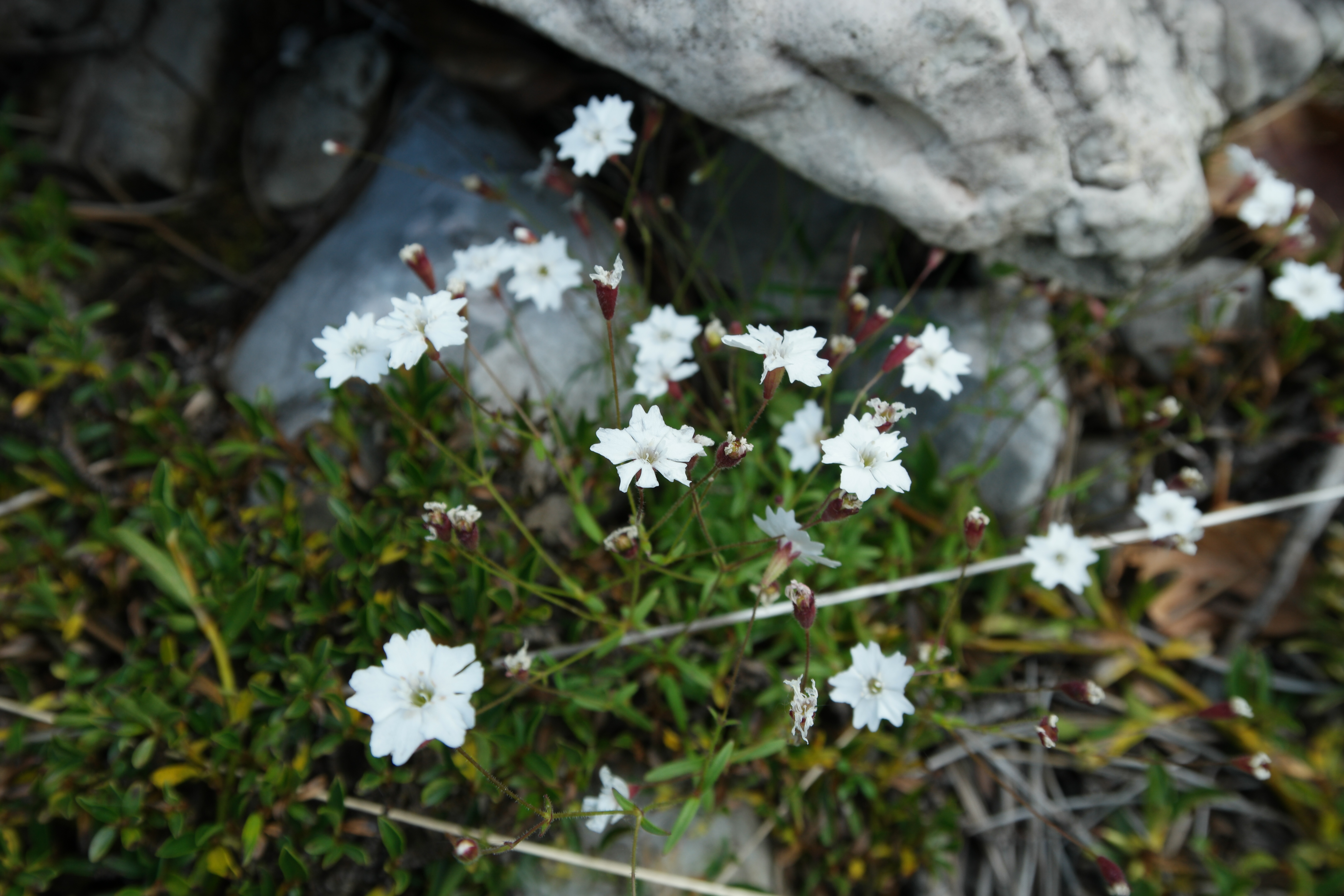
Die Dinariden sind globales Entwicklungszentrum der Gattung Heliosperma. Eine Unterart der auch in den Alpen verbreiteten Kleinen Strahlensamens, Heliosperma pusillum subsp. monachroum, beschränkt sich in den Südostdinariden auf Gebirge zwischen Prenj und dem Prokletije. Im Bild vom Naturstandort auf der Jastrebica im Orjen

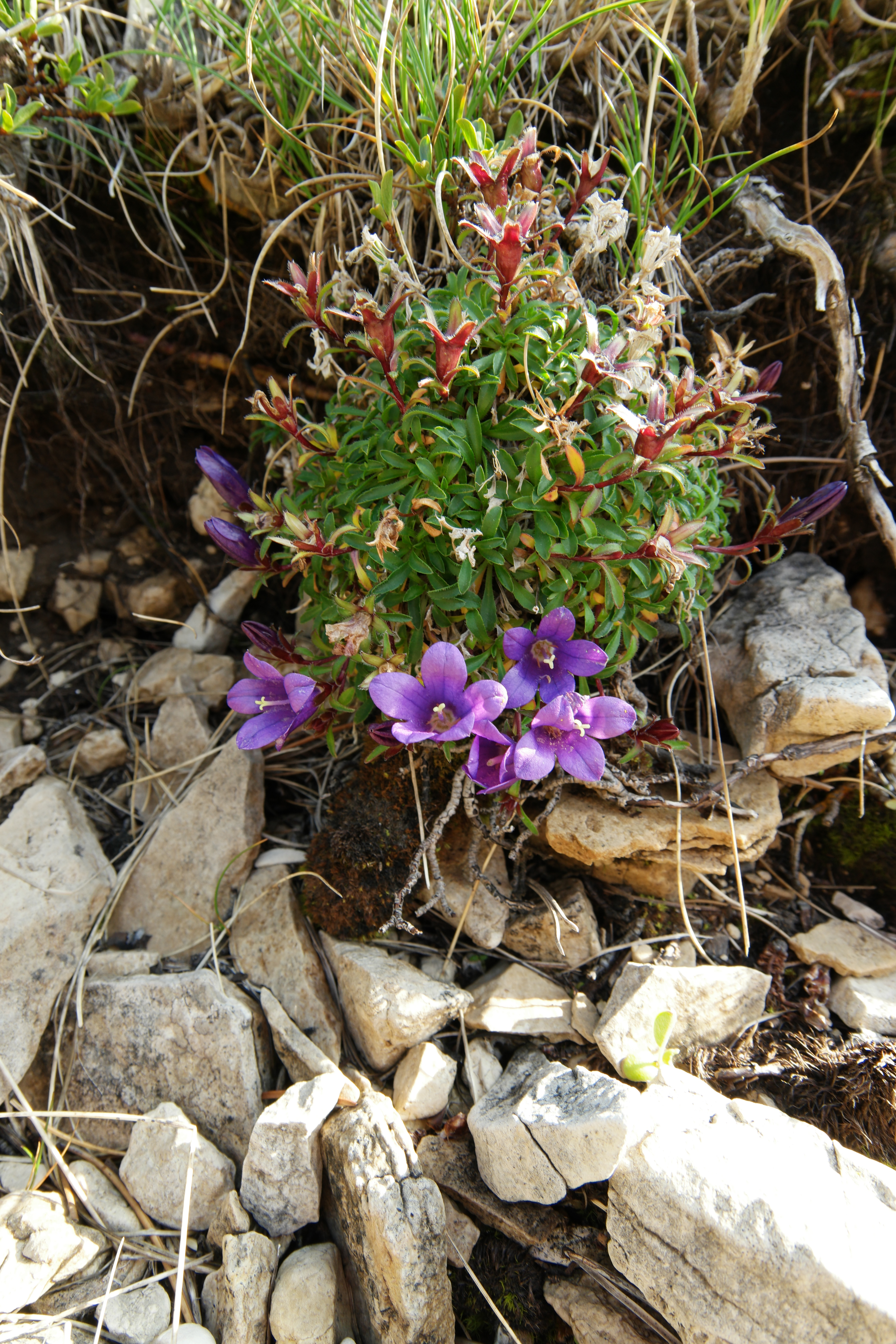
Das Absolute Entwicklungs- und Artenzentrum stellen die Dinariden auch für Edraianthus. Der kältetolerante Edraianthus serpyllifolius besiedelt dabei die höchsten Gipfel zwischen der Neratva und der Valbona. Im Bild ebenfalls vom Naturstandort auf der Jastrebica im Orjen

Die Hauptmasse der Dinariden gehört der sogenannten Mitteleuropäischen Florenregion als illyrischer Florenprovinz an und wird von sommergrünen, laubwaldreichen Eichen-Orienthainbuchenwäldern, Kalkbuchenwäldern sowie Gebirgsnadelwäldern bestimmt. Die montane Stufe, wie die Baumgrenze dieser ozeanischen und schneereichen Hohen Dinariden Sloweniens, Kroatiens, Bosniens und der Herzegowina, Nordmontenegros und Nordalbaniens, wird dabei nur von optimal entwickelten, besonders artenreichen (sowohl was die Kraut- und Baumflora betrifft) und vorratsreichen Tannen-Buchenwäldern gebildet. Mit Baumhöhen von Fichte und Tanne von auch über 60 m, stehen sowohl die höchste bekannte Fichte Europas (63 m, Nationalpark Sutjeska, Bosnien), wie die höchste bekannte Tanne Europas (60 m, Nationalpark Biogradska Gora, Montenegro) in Urwäldern der Dinariden.
In den Kalkhochgebirgen vom Prenj bis in die Nordalbanischen Alpen tritt insbesondere auf den Sonnseiten oberhalb der Buchenstufe die klimaharte und äußerst genügsame Schlangenhaut-Kiefer auf. Da sie parkähnliche Offenwälder bildet, haben diese durch den stark lückigen Kronenschluss daher einen Unterwuchs aus alpinen oder altimediterranen Arten, in denen unter anderen die lichtliebenden Arten Sesleria robusta, Viola chelmea, die Echte Schlüsselblume, der Schildblättrige Hahnenfuß und die Zarte Schachbrettblume auffallen.
Die ozeanischen und Großteils auch sommerfeuchten zentralen und hohen Dinariden zeigen eine ökologische Analogie zu mitteleuropäischen Gebirgen, insbesondere den Alpen. Mit einem alpinen Floreninventar das überwiegend den eiszeitlichen Floren entstammt, sind sie aber durch den großen Reichtum an balkanischen endemischen Arten von den analogen alpinen Vegetationstypen unterschieden (insbesondere finden sich in den Rasen- und Felsgesellschaften der zentralen Dinariden Zentren der Radiation (damit werden Artenentstehungszentren bezeichnet) endemischer Pflanzenarten – Verbascum, Edraianthus, Aquilegia etc.). Die Dinariden sind auch das globale Entwicklungszentrum für die Gattungen Heliosperma (Caryophyllaceae) sowie Edraianthus (Campanulaceae). Von zehn Arten der Gattung Heliosperma sind sieben in den Dinariden anzutreffen. Wie bei der Gattung Edraianthus treten bei Heliosperma auch nur auf einzelnen Gebirgsmassiven vorkommende lokale Endemiten auf.
Während die Waldvegetation borealen und mitteleuropäischen Baum- und Waldtypen der holarktischen Region entspricht, unterscheidet hier ein expliziter Baumartenreichtum von den eiszeitlich stark verarmten mitteleuropäischen Bergwäldern (auffallend sind Baumhasel, Griechischer Ahorn, Sturzblatt Ahorn, Orienthainbuche, Ungarische Eiche, Zerreiche).
Die sogenannte Kampfzone des Waldes wird von subalpinen Ahorn-Buchenwäldern beherrscht. In diesen nimmt von den Südost-Dinariden bis zum Parnass der Griechische Ahorn eine bedeutende Stellung ein, der den weniger hochsteigenden Berg-Ahorn in subalpinen Waldzonen ersetzt. Er ist der klimahärteste Laubbaum der Balkanhalbinsel und als einziger Laubbaum kann er mit Gebirgskiefern oder im Norden mit der Fichte an der Wald- und Baumgrenze konkurrieren. Durch eine frühe Mannbarkeit und eine fast jährliche hohe Samenbildung können sich Griechische Ahorne auch unter schwierigen Umweltbedingungen und starker wie häufiger Schneeaktivität gut behaupten. Sie finden sich selbst in trockeneren Karst-Gebirgen in Schneemulden oder besiedeln kluftreiche Felshabitate offener Hänge.
Im Prokletije treten auch erstmals endemische Grenzwälder der fünfnadeligen Mazedonischen Kiefer auf, die zu den Fichtengrenzwäldern der kontinentalen Dinariden überleiten. Für die alpine Stufe der Hohen Dinariden sind auch ein großer Bestand an Glazialrelikten wie Silberwurz und Edelweiss kennzeichnend.
| Höhenstufe | Höhenstufe                 | Höhengürtel          | Höhenlage  | Höhenlage | Beschreibung |
| ---------- | -------------------------- | -------------------- | ---------- | --- | --- |
| modern     | traditionell               | Höhengürtel          | Prokletije | Bjelasnica | Beschreibung |
| planar     | Flachland- stufe           | Tieflage und Tallage | < 300      | < 300 | Tieflagen der nordöstlichen Abdachung zur pannonischen Niederung und Save-Ebene; Potentiell dominierende Gesellschaften der Stieleiche häufig durch Ersatzgesellschaften und landwirtschaftliche Flächen überprägt.                                                                                         |
| kollin     | Hügelland- stufe           | Tieflage und Tallage | 300–1000   | 300–600 | Obergrenze der Trauben-Eichen-Wälder westlich und der Ungarischen Eiche östlich der Drina; Eichen-Hainbuchenwald als Charakterformation; weiträumig kulturlandschaftlich überprägt |
| submontan  | Mittelgebirgs- stufe       | Tieflage und Tallage | 1000–1200  | 600–1000 | Im Osten wärmeliebender Buchenwald mit Hunds-Zahnlilie; im Westen Waldmeister-Buchenwald mit Lamium galeobdolon |
| montan     | Gebirgsstufe (Montanstufe) | Mittellage           | 1200–1500  | 1000–1650 | Optimale dinarische Tannen-Rotbuchenwälder (Aremonio-Fegetum) mit Nelkenwurz (Aremonia agrimonoides); in den zentralen Dinariden zumeist mit Gemeiner Fichte; im Osten zusätzlich Buchen-Bergwälder mit Griechischem-Ahorn                                                                                  |
| hochmontan | Gebirgsstufe (Montanstufe) | Mittellage           | 1500–1850  | 1650–1850 | Obergrenze des Laubwalds; nur der Griechische Ahorn wächst in der höchsten Waldstufe noch zu einem ansehnlichen Laubbaum, Buche nur noch als säbelwüchsige Buschformen; Zunahme der Dominanz von Nadelbäumen; im Westen Gemeine Fichte, im Osten Schlangenhaut-Kiefer und Mazedonische-Kiefer;              |
| subalpin   | Hochgebirgs- stufe         | Hochlage             | 1850–2300  | > 1850 | Waldgrenze; die Untergrenze wird durch die obere Verbreitungsgrenze von Rotbuche und insbesondere Griechischen Ahorn und Schlangenhaut-Kiefer markiert; typische Latschenstufe, die durch Weidemaßnahmen häufig aufgelöst wurde                                                                             |
| alpin      | Hochgebirgs- stufe         |                      | 2200–2600  | | Grenze geschlossener Vegetation; allgemein waldfrei; dinarische Verbände alpiner Rasen- und Felsvegetation; im Osten wird der alpine Verband zu Oxytropidion dinaricae im Westen zu Seslerion tenuifolie gestellt; endemitenreiche Felsgesllschaften Amphoricarpion (Osten), Micromerion croaticae (Westen) |
| subnival   | Hochgebirgs- stufe         | > 2600               |            | im Jahresverlauf weitgehend schneebedeckt; Klein-Gletscher im Durmitor und Prokletije; Valeriana bertiscae als Charakterart | |

Zwischen den Nordwestdinariden- und Südostdinariden tritt ein sogenannter Vikariismus auf. So findet sich beispielhaft die kalk-felsspaltenbewohnende Kitaibel-Akelei ausschließlich im Nordwestdinarischen Raum zwischen Velebit und Dinara, während an vergleichbaren Standorten der Südostdinariden zwischen Čvrsnica und dem Orjen die verwandte Dinarische Akelei gefunden wird. Zahlreiche Arten sind entweder nur auf die Nordostdinariden beschränkt wie beispielsweise Crocus malyii, Primula kitaibeliana oder Degenia velebetica oder auf die Südostdinariden wie Daphne malyana, Lilium albanicum, Iris reichenbachii oder Amphoricarpos neumayerianus.

#### Übergangshöhenstufung zu den kontinentalen Klimaten
Erst in den weniger augenfälligen kontinentaleren Gebirgen der nördlichen Abdachung und an die Steppenregionen der Donautiefebene anschließende Gebirge in Nordmontenegro, Südwest-Serbien und im östlichen Bosnien übernehmen aber auch weitflächige boreale Nadelwälder der Gemeinen Fichte und Waldkiefer große Flächen der Gebirgszonen (u. a. Zlatibor, Nationalpark Tara, Kopaonik).
Für die sommerfeuchten und extrem winterkalten nordöstlichen kontinentalen Dinariden, die sich zur pannonischen Niederung abdachen, ist das Eindringen von Florenelementen der osteuropäischen Steppen sowie die Dominanz borealer Waldelemente kennzeichnend (Gemeine Fichte, Serbische Fichte, Waldkiefer).

## Biogeographie – Zoogeographie

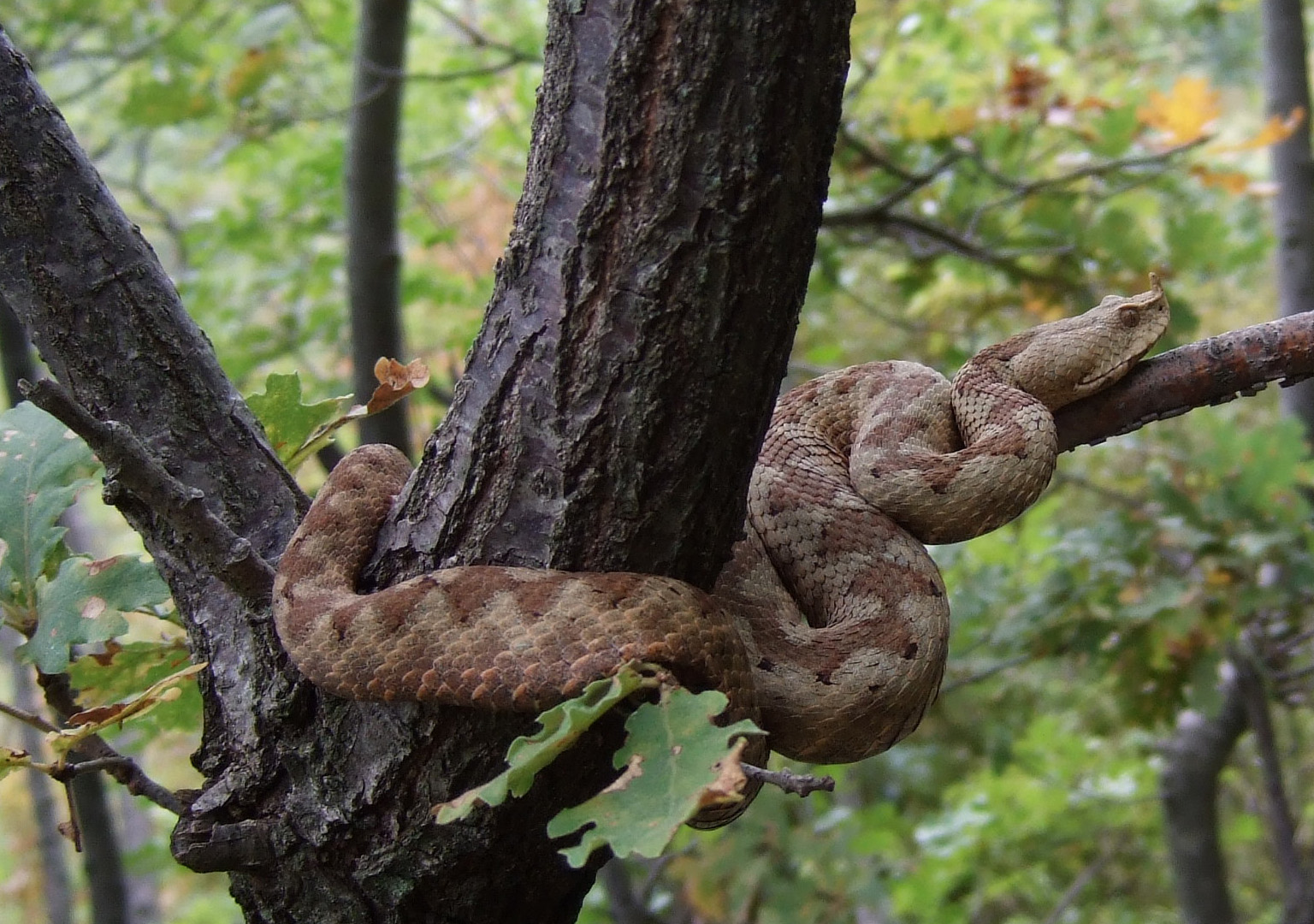
Die Sandotter ist eine der häufigsten Schlangen der Dinariden

Das Dinarische Gebirge bildet über die sogenannte „Adamović Linie“ eine Stauchungszone der paläarktische Zone zum Mittelmeer. Während der Eiszeiten wanderte die arktische, alpine und boreale Fauna bis an die unmittelbare Küste am Mittelmeer. Hierüber stellen Artenanteile endemischer bakanischer Elemente und alpiner und arkto-alpiner sowie zu diesen nah verwandte Arten die Grundlage einer hohen Diversität. Die xerothemen Faunen der südlichen Balkanhalbinsel (Griechenland) erreichen in den litoralen Dinariden zumeist ihre Nordverbreitung, die bis maximal zu den Nordwestdinariden reicht. Die Fauna gehört über den Bestand zur artenreichsten Region Europas. Insbesondere sind Reptilien, Amphibien, Aranchide und Vögel artenreich. Die einzelnen Länder sind ebenfalls reich an Tagschmetterlingen. Im Süden überwiegen xeromontane Arten. Im Norden kommen dagegen überwiegend alpine Arten vor. In den höchsten Gebirgen über 2000 m werden rein alpine Arten wie Boloria pales oder Erebia gorge beobachtet. Einige wenige arkto-alpine Schmetterlingsarten erreichen noch die Gipfel des Durmitor und Prokletije. Es sind insbesondere Erebia padnrose und Pyrgus andromedae. Selten ist Polyommatus dardanus der als Larvalhabitat auf periglaziale Lagen mit Zottiger Mannsschild (Androsace villosa) angewiesen ist. Vor wenigen Jahren konnte auch Pyrgus cacaliae für die Dinariden nachgewiesen werden. Weiter verbreitet ist unter den Edelfaltern der Rote Apollo (Parnassius apollo). Nur in den wärmsten Küstenzonen wird Papilio alexanor beobachtet, wo der tropische Erdbeerbaumfalter (Charaxes jasius) häufiger zu sehen ist.
Neben den Alpen sind die Dinariden das einzige Gebirge Europas, in das die Verbreitung des Alpensalamanders (Salamandra atra subsp. prenjensis) reicht. Dieses landlebende, lebendgebärende Amphibium bedarf hoher Luftfeuchtigkeit und ist in seiner Fortpflanzung nicht an offenes Wasser gebunden. Daher fehlt der Alpensalamander in den lufttrockeneren Gebirgen oder solchen mit wenigen Versteckmöglichkeiten. Anders als in den Alpen ist der Alpensalamander in den Dinariden daher nur unregelmäßig verbreitet. So bestehen zwischen den Einzelpopulationen teilweise 200 km weite Verbreitungslücken. Ein besonderer Reichtum herrscht in den Dinariden an Reptilien, die artenreichste Region ist dabei das Dreieck Prokletije – Bojanamündung – Bucht von Kotor. Unter den Felseidechsen sind Mosoreidechse (Dinarolacerta mosorensis) und Dalmatinische Spitzkopfeidechse (Dalmatolacerta oxycephala) endemisch. Die größte Echse ist die Riesensmaragdeidechse (Lacerta trilineata) der küstennahen Zone. In höheren Lagen wird sie von der Östliche Smaragdeidechse (Lacerta viridis) abgelöst. Häufigste Giftschlange ist hier die Sandotter (Vipera ammodytes). Daneben sind Kreuzotter (Vipera berus) und seltener die Wiesenotter (Vipera ursini subsp. bosniensis) verbreitet. Kreuz- und Wiesenotter sind hier an feuchtere Gebirge und höhere Lagen gebunden.
Die Dinariden sind in Europa ein wichtiger Lebensraum des Steinadlers. Die größte vorgefundene Dichte an Brutpaaren findet sich 2015 mit 30 bis 50 Brutpaaren in Montenegro (z. Vgl. Deutschland 2015 32-37), wo der Steinadler im Durmitor in den Schluchten der Tara und Piva brütet. Selbst in den touristisch erschlossenen litoralen Gebirgen wie im Orjen sind Steinadler Brutvögel. Gleichfalls brüten hier ebenfalls Schlangenadler. Die wichtigsten Feuchtgebiete sind die Niederung der Neretva sowie Skutarisee und Bojanamündung. Neben Krauskopfpelikanen werden dort bis 300 Brutvogelarten gezählt. Eine der wenigen rein europäischen monotypischen Gattung mit Hauptverbreitung in den Dinariden, ist die paleo-endemische Martino-Schneemaus. Dieser Kleinsäuger besiedelt überwiegend die Hochlagen über 1500 m, wo sie vor allem in Dolinen zwischen Blockhalden vorkommt. Aufgrund der vermuteten Konkurrenz zur Schneemaus ist ihr Areal im Schrumpfen begriffen.
In abgelegenen Berggebieten leben auch Großsäuger wie Wölfe, Braunbären, Luchse und Füchse. Rehe, Gämsen, Feldhasen und Wildschweine sind ebenfalls verbreitet.
Die Zahl der Braunbären soll Ende der 1990er Jahre vor allem in Albanien stark zurückgegangen sein. In Kroatien und Slowenien hat die Anzahl der Bären durch verschiedene Schutzmaßnahmen seit dem Jahr 2000 zugenommen.

## Besiedlung und Verkehr

### Besiedlung

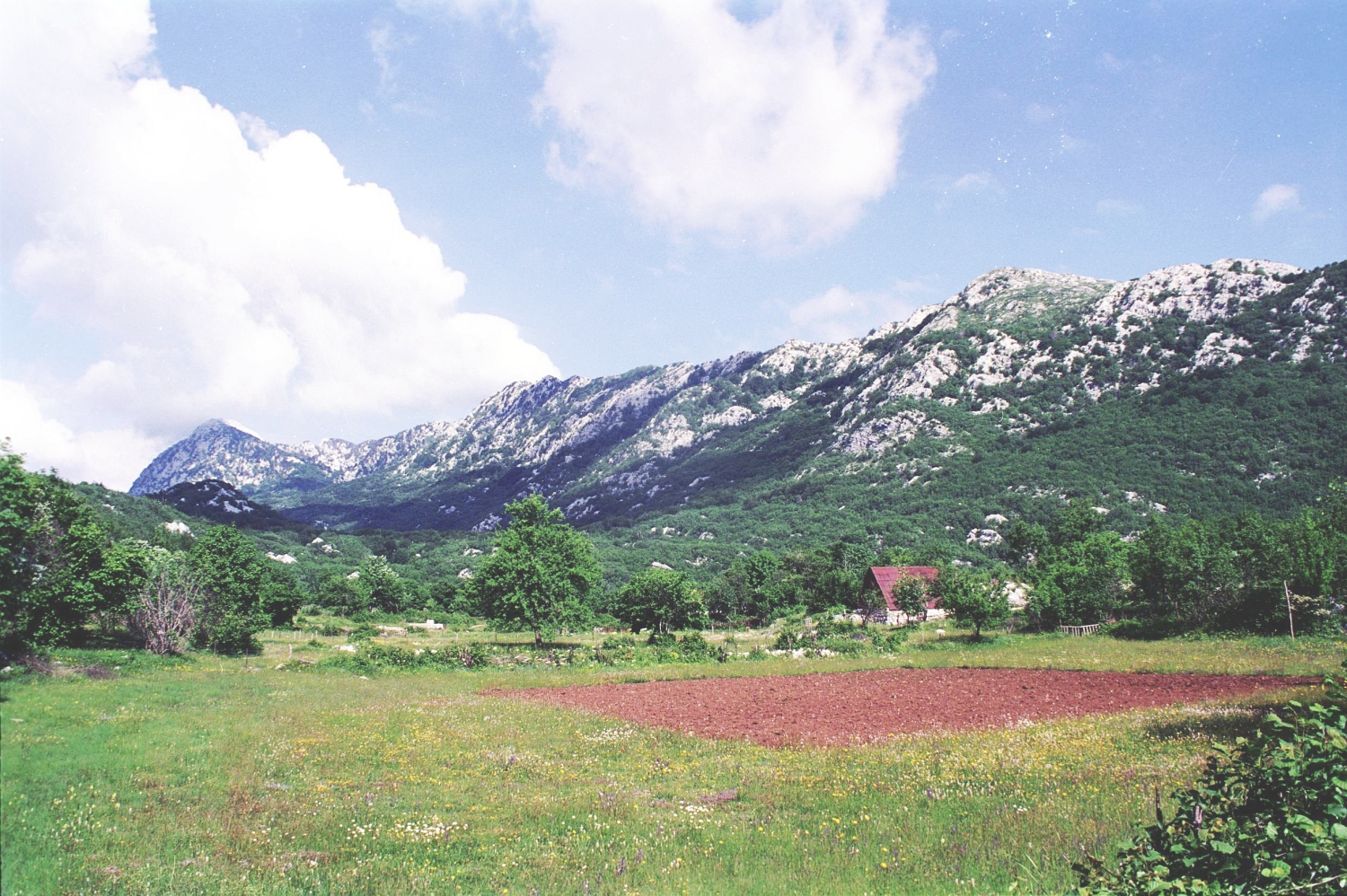
Die Streusiedlungen im Hochkarst nutzen kleinere Einebnungen für die Landwirtschaft. Die Hütten heißen hier Koliba.

Die Dinariden sind insgesamt spärlich besiedelt. Nur wo bessere Verkehrswege und größere Einebnungen existieren, gibt es auch kleinere Städte. Die größeren hier ansässigen Volksgruppen sind Albaner, Bosniaken, Kroaten, Montenegriner, Serben und Slowenen. Fernweidewirtschaft ist insbesondere in Montenegro und der Herzegowina, Transhumanz in den küstenländischen Gebirgen (Orjen), Almwirtschaft in Bosnien entwickelt. Der Hausbau ist in den waldreichen zentralen Dinariden zumeist aus Holz mit steilen Dachfirsten, im Hochkarst wird Kalkstein benutzt.

### Eisenbahn
Die Dinariden stellen wegen der von Nordwesten nach Südosten quer zur Verbindung zwischen der Donautiefebene und dem Mittelmeer verlaufenden Gebirgsketten besonders schwierige Verhältnisse zur kommunikativen Durchdringung der Balkanhalbinsel. Nachdem schon im 19. Jahrhundert die ersten transversalen Verbindungen im Norden fertiggestellt wurden: die k.u.k. Südbahn erreichte 1857 auf der Trasse Spielfeld-Straß–Trieste Centrale die Adria, die Relation Karlovac–Rijeka wurde von den Ungarischen Staatsbahnen noch 1873 eröffnet, so dauerte es noch bis 1976 das auch die südlichste Transversale der Balkanhalbinsel, die Bahnstrecke Belgrad–Bar nach 100 Jahren Planung vollendet werden konnte. Gleichfalls sind erst in der zweiten Hälfte des 20. Jahrhunderts die Una-Bahn sowie die Strecke Sarajevo–Ploče als Regelspurstrecken errichtet worden. Dabei hatte Österreich-Ungarn im okkupierten Bosnien die Narentabahn in Bosnischer Schmalspur als Dalmatinerbahn bis über Dubrovnik und Zelenika in die Bucht von Kotor geführt. Das bosnische Schmalspurnetz wurde auch nach dem Ende der k.u.k.-Monarchie weiter ausgebaut, doch ab den 1960er Jahren nach und nach reduziert und 1977 ganz geschlossen. Die Strecken verlaufen insbesondere in den beiden südlichsten Trassen entlang der tief eingeschnittenen Täler, die stellenweise kaum eine Talsohle aufweisen.

## Kulturgeschichte

### Kultur und Brauchtum
Die Dinariden sind in ihrem Zentrum zumindest seit dem Mittelalter und insbesondere seit der Türkenzeit Stammesgebiete, in der eine patriarchalische Lebensform in einer Großfamilienorganisation – Zadruga – praktiziert wird. Dies waren patrilineare Verbände, die auf Bluts- oder fiktiver Verwandtschaft (z. B. Blutsbrüderschaft – pobratimstvo) beruhten und in ihrer klassischen Form fratristische Verbände, das heißt Zusammenschlüsse von Brüdern und deren Familien, darstellen. Im Zug der sich in Südosteuropa nach der Amselfeldschlacht immer weiter ausdehnenden Osmanenherrschaft wurde die Großfamilie als eine Art Selbsthilfeorganisation der christlichen Rajah in wirtschaftlich und sozial schweren, unsicheren Zeiten zum allgemein beherrschenden Prinzip der Lebensorganisation. Sie blieb in einigen Regionen bis heute erhalten.
Als Charakteristikum der dinarischen patriarchalischen Lebensform ist das soziale Phänomen des „Heldentums“ besonders ausgeprägt. Die Stammesverfassung in sogenannten segmentären Sozialgebilden war die Grundlage des Zusammenlebens der Menschen in großen Teilen des dalmatinischen Hinterlandes, in Montenegro, und in den anliegenden serbischen und albanischen Landschaften. Wirtschaftliche Existenzbasis in diesen, zum großen Teil unzugänglichen Gebirgsregionen war die Viehzucht, und im Hirtendasein liegt ein Urgrund für die ungebrochene Wehrhaftigkeit der dinarischen Bevölkerung, die als „dinarische Violenz“ (nach Gerhard Gesemann) bezeichnet wird.
Ein wesentliches Ausdrucksmittel dieser Geisteshaltung findet sich in der Pflege Epischen Gesangs, der zur Gusle vom Guslar vorgetragen wird. Dieser Vortrag vermittelt zwischen lebenden und den verstorbenen, besonders den verstorbenen Heroen, und hat sich am besten in den Zentren der balkanischen Patriarchalität in den dinarischen Hochländern Montenegros, der Herzegowina und Nordalbaniens erhalten. Hier haben sich die tradierten Formen des Zusammenlebens wie auch der Ahnenkult am längsten erhalten. Die Guslaren treten hier als Vermittler des Heroenkults auf, die den Lebenden die Welt der verstorbenen Helden veranschaulicht.

### Viehwirtschaft

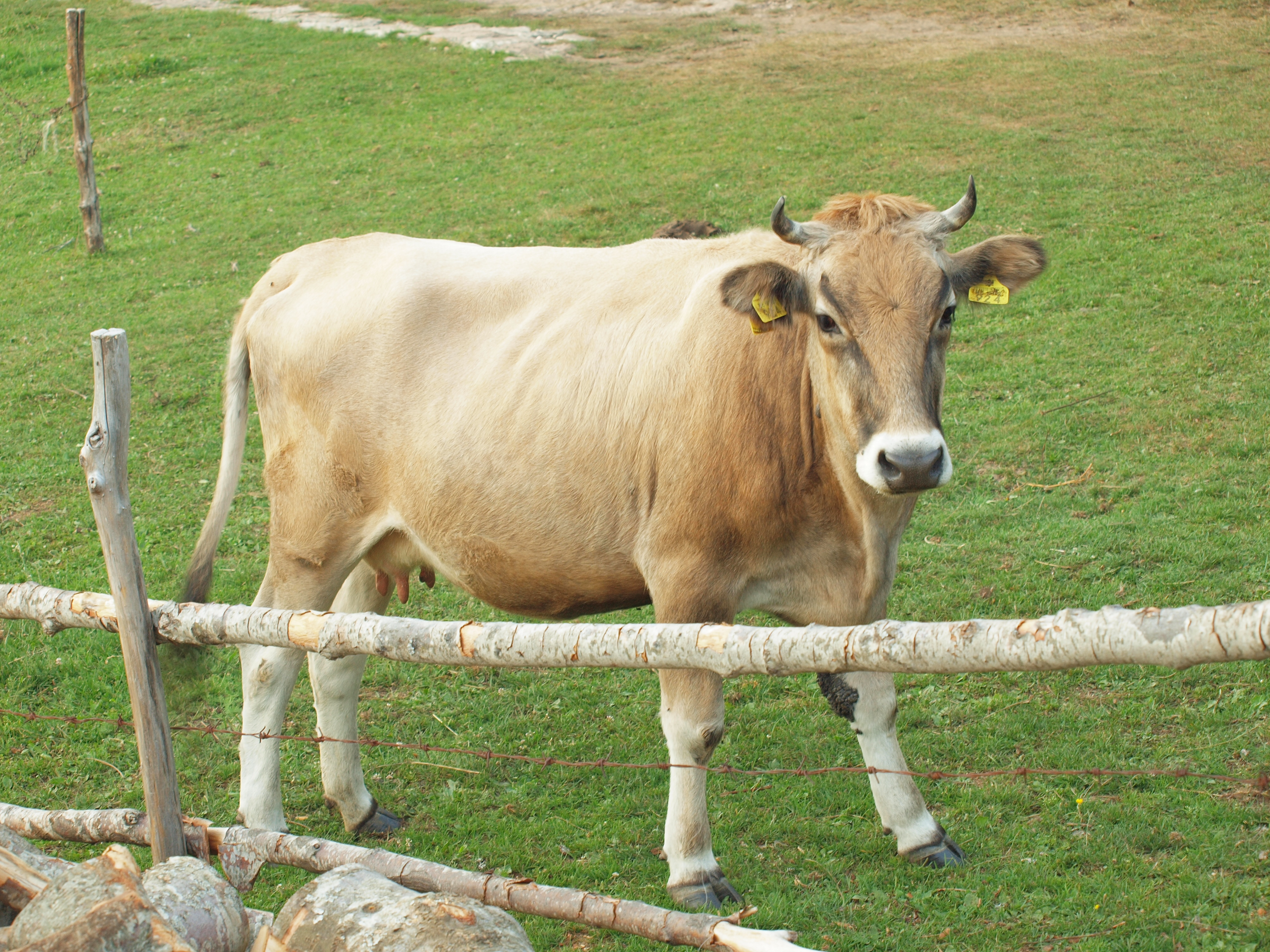
Die kleinwüchsigen einfarbigen Buša-Rinder sind in den Karstländern der Dinariden verbreitet. Es stellt die ursprünglichste Rinderform Europas. Sie sind den neolithischen Hausrindern nächstverwandt

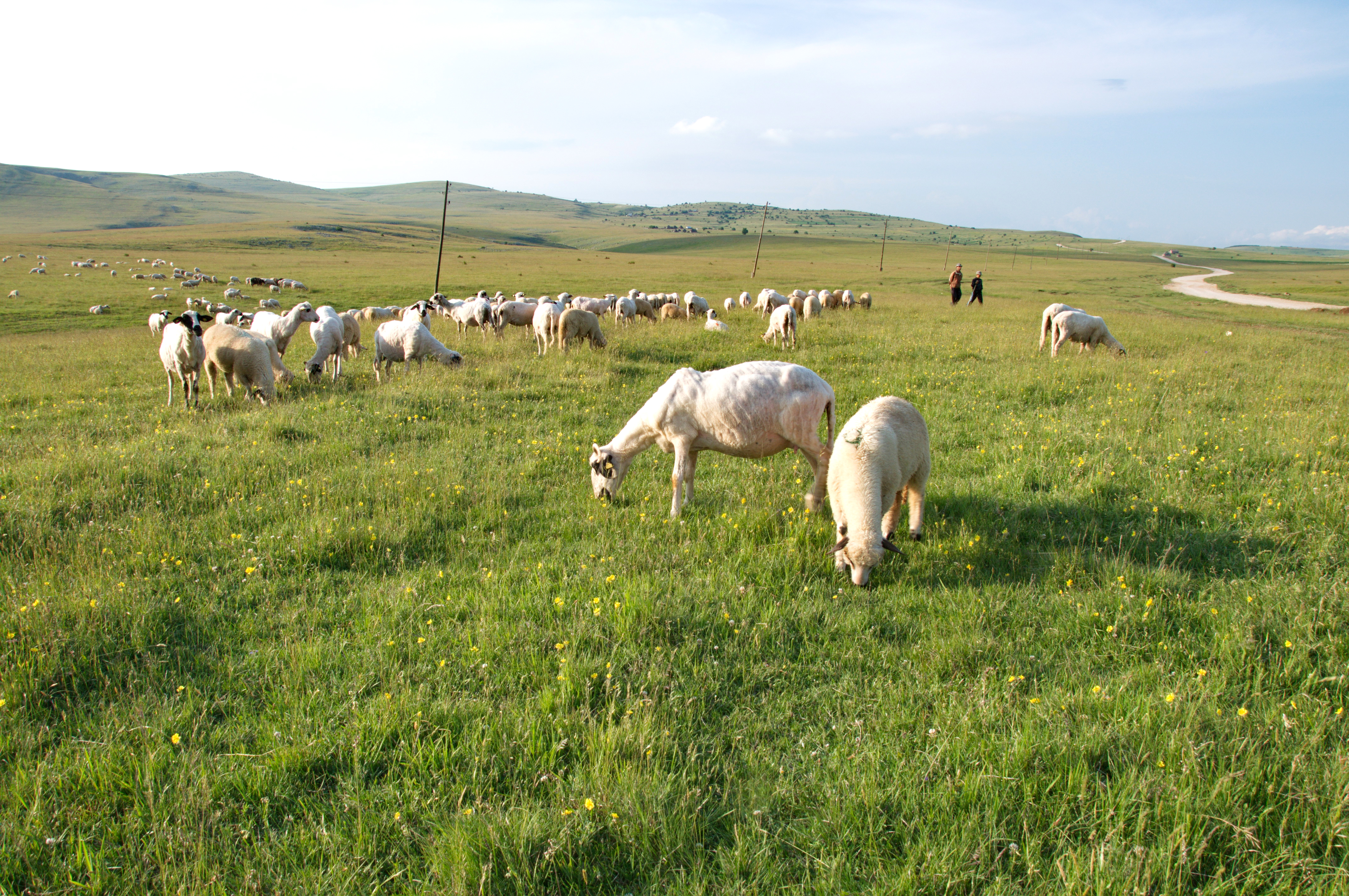
Ein Schlag der Pramenka auf der Pešter-Hochfläche

Die Entwicklungsgeschichte der Viehwirtschaft in den Dinariden lässt sich bis in die Antike zurückgreifen. Erscheinungen und Auswirkungen auf den Naturraum Südosteuropas sind kaum gesamtumfassend zu beschreiben. Die speziellen naturräumlichen Bedingungen des dinarischen Karstes erschweren zudem eine Beurteilung, der durch übermäßige Weidenutzung seit historischen Zeiten im dinarischen Gebirgsraum nachweisbaren Herdenviehzucht aufgetretenen Flurschäden. Hierauf weisen auch archäologische Informationen, die noch während des Quartären/Holozänen Übergangs keine Waldbedeckung im Hochkarst feststellen lassen. Durch Industrialisierung und im Verlust traditioneller Wirtschaftsformen ist extensive Herdenhaltung im Karst stark rückläufig. Die karge Natur hat hier auch am ehesten zu einer Aufgabe traditioneller Wirtschaftsform und letztlich Abwandern der Bevölkerung geführt. Unter den Hirten-Tieren sind Buša, Pramenka und Bosnisches Gebirgspferd sowie zahlreiche Ziegen-Schläge zu erwähnen. Sowohl Buša als auch das Bosnische Gebirgspony sind durch Genügsamkeit an extensive Wirtschaftsformen sowie Agilität in schweren Geländen gut angepasste Haustierformen. Für die Buša wurde eine direkte Abstammung aus neolithischen Rinderschlägen dokumentiert. Es stellt die ursprünglichste domestizierte Rinderrasse.
An die naturräumliche Ausstattung angepasste Weideformen entwickelten sich durch Fernweidewirtschaft, Nomadismus und Almwirtschaft. Daneben beeinflussten soziale, politische und wirtschaftliche Entwicklungen im starken Maße die Erscheinungen der Viehwirtschaft. Die natürlichen Gegebenheiten ausnützend, prägte das auf Viehzucht bezogene, kulturelle Verhalten der Balkanvölker einheitlich deren soziale und kulturelle Entwicklung. Ein Nebeneinander, zum Teil in unmittelbarer Nachbarschaft, und enge Verflechtung der verschiedenen weidewirtschaftlichen Formen hat eine differenzierte Raumausnutzung geschaffen, die auch auf ethnischen Besonderheiten fußte. Die Aromunen (serb. Tsintsaren), überwiegend südlich der Donau verbreitet, galten als prinzipielle Vertreter einer nomadischen Volksgruppe. Sie spielten im Fernhandel der Balkanhalbinsel im 19. Jahrhundert eine wichtige Rolle. Nomadische Wanderungen, waren noch bis zum Ersten Weltkrieg weitverbreitet. Die Herausbildung der Nationalstaaten aus der Konkursmasse des Osmanischen Reiches nach dem Berliner Kongress 1878 und den Balkankriegen 1912/13 verlangte eine Umstellung der innerhalb des osmanischen Reiches durch keinerlei Territorialgrenzen gehemmten Fernweidewirtschaft. Herdenwanderungen zwischen Sommerweiden im Prokletije und Winterweiden, an die jeweiligen politischen Realitäten und agrarischen Entwicklungen angepasst, erfolgten beispielsweise zur Save Niederung, dem albanischen Tiefland, der Kampania von Thessaloniki, der Moravaniederung und der Metohija. Letztlich wurde solcherart Herdenwanderung mit Wanderwegen von bis zu 300 km Luftlinie durch Umstellung auf Almwirtschaft aufgegeben.
Die Grenze der ursprünglichen Herdenwanderungen reichte nordwärts in die Herzegowina, Montenegro, Metohija (Kosovo), Südserbien und Bulgarien südlich des Balkangebirges. Nur in Regionen, deren Agrarwirtschaft aufgrund der Naturraumausstattung für kaum eine andere Wirtschaftsform geeignet scheint, konnte sich diese länger halten. So waren in der Herzegowina noch nach dem Zweiten Weltkrieg Formen der Transhumance und Fernweidewirtschaft festzustellen. Kontinentale Gebiete der Dinariden sind dem Bereich der alpinen Almwirtschaft zuzurechnen (Slowenien, Gorski Kotar, Bosanska Krajina, Zentralbosnien, Sandžak, Nordmontenegro und Westserbien). Formen der mediterranen Almwirtschaft finden sich im Velebit, der Herzegowina und Westmontenegro.

### Wirtschaftlicher Passivraum
Sowohl aufgrund der Bevölkerungsdichte als auch der ungenügenden Erschließung mit modernen Verkehrswegen sind die Dinariden nach wie vor ein wirtschaftlicher Passivraum. Migrationsbewegungen fanden und finden in Aktivräume der Save-Donau Niederung, die touristisch inwertgesetzte Dalmatische Küste oder ins Ausland statt. Entleert sind nach dem Ersten und insbesondere nach dem Zweiten Weltkrieg sowie zuletzt aufgrund der Bürgerkriege beim Auseinanderfallen Jugoslawiens weite Landstriche. Neben kriegsbedingter Auswanderung blieb die Wirtschaftsemigration immanentes Merkmal. Während der 1960 und 1970er Jahre wanderten auch besonders viele Jugoslawen aus dem zentralen Passivraum des Landes als Gastarbeiter nach Deutschland und andere Länder des Westens aus. Auch nach dem Anwerbestopp 1973 verblieben die Siedlungsgebiete der Dinariden im negativen Bevölkerungssaldo. Historisch am wenigsten dicht besiedelt wurden der Hochkarst der Herzegowina und Westmontenegro. Hier sind Bevölkerungsdichten von unter 20 Personen pro Quadratkilometer nicht unüblich. Das sehr unwirtliche Montenegro ist der am wenigsten besiedelte Flächenstaat Südeuropas. Auf knapp 14.000 km² leben nur etwas über 640.000 Einwohner (48,7 Einwohner pro km²).